# Przewrót majowy

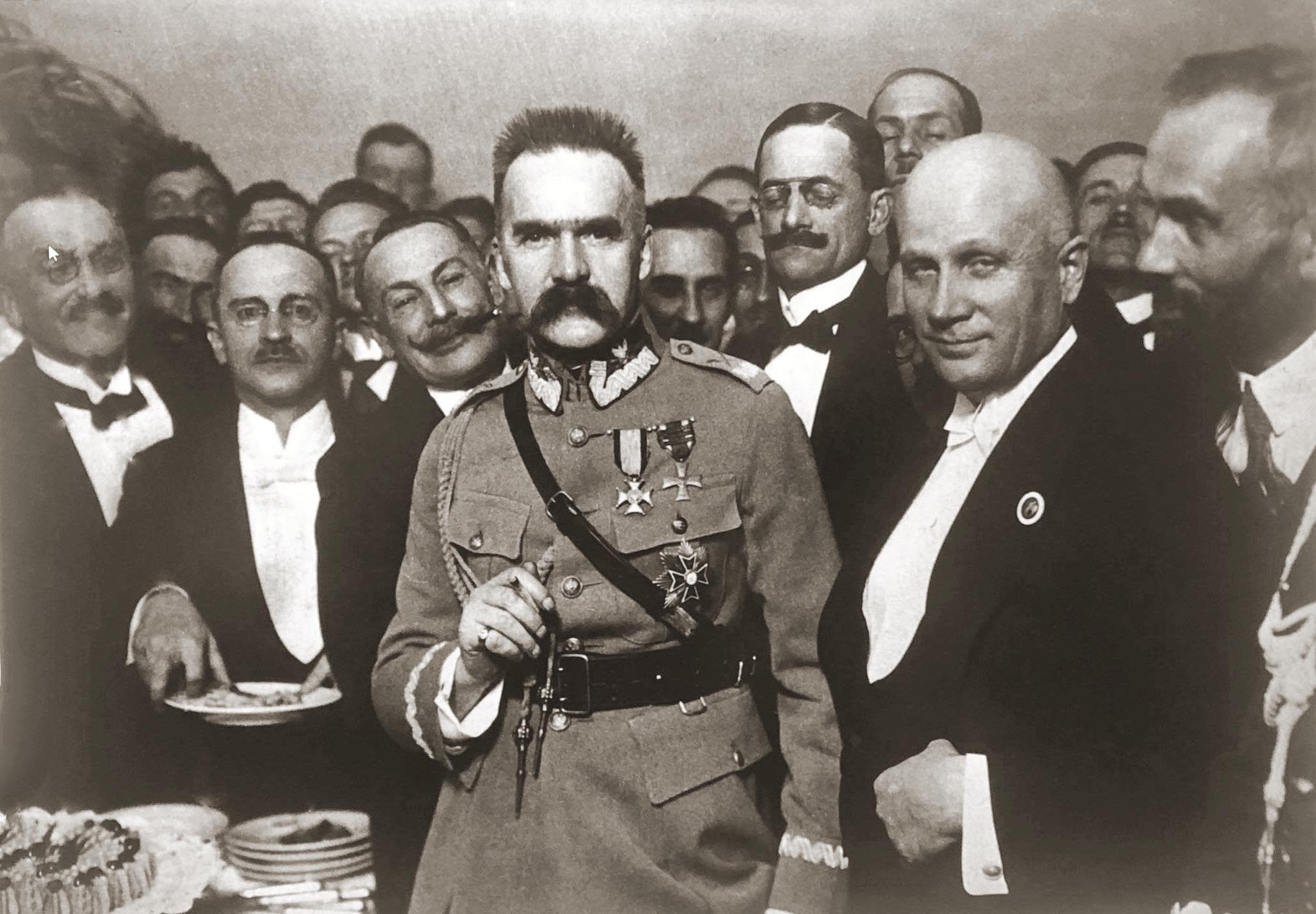
Piłsudski podczas przyjęcia w Sali Malinowej warszawskiego hotelu Bristol, na którym ogłosił odejście z armii i wycofanie się z życia politycznego w lipcu 1923 roku

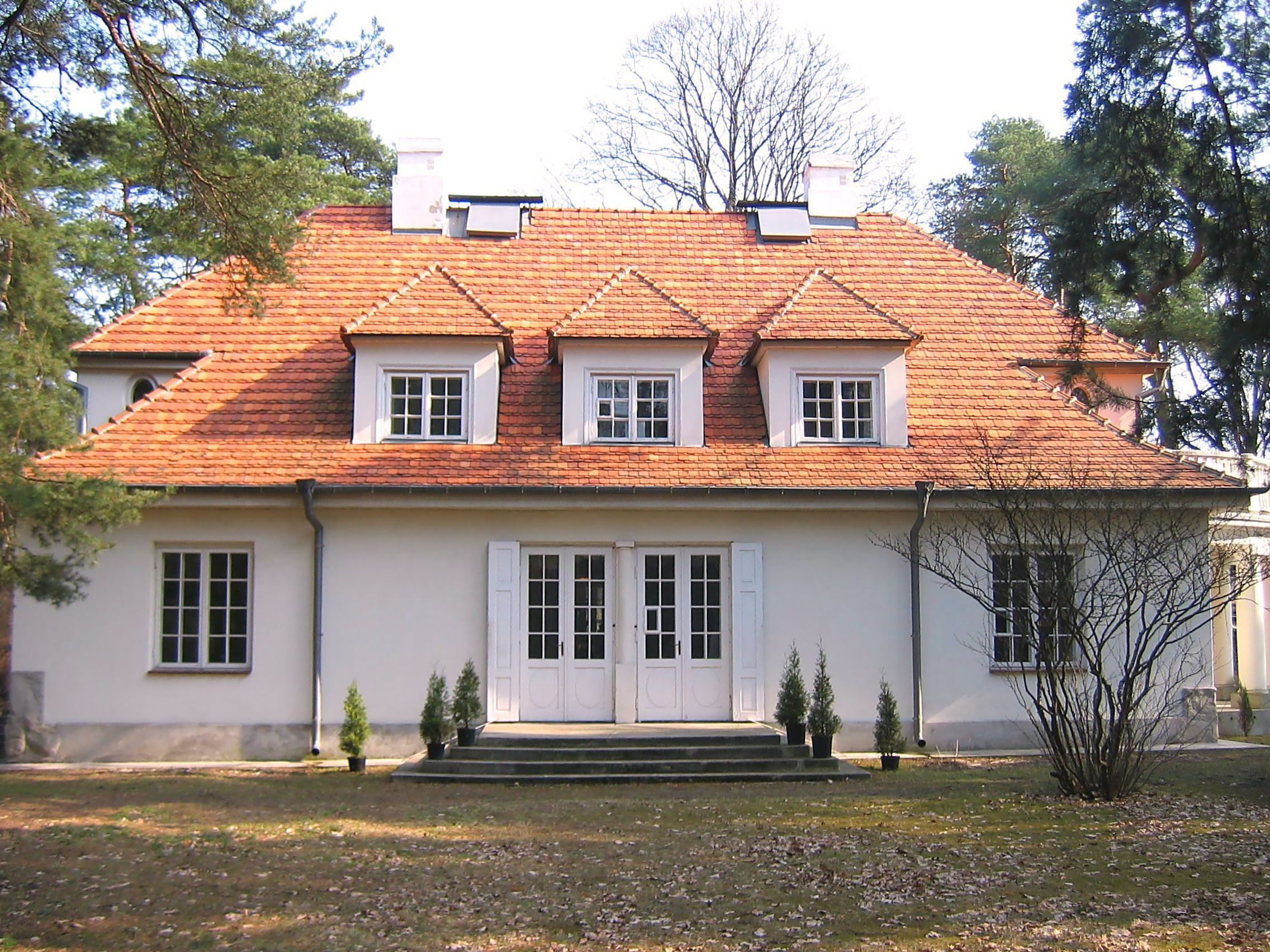
Milusin, willa Piłsudskiego w Sulejówku

Przewrót majowy (także zamach majowy, pucz majowy) – zbrojny zamach stanu w Polsce dokonany w dniach 12–15 maja 1926 roku, w Warszawie przez marszałka Józefa Piłsudskiego, w czasie którego zginęło po obu stronach konfliktu łącznie 379 osób (215 żołnierzy i 164 osoby cywilne), a około 1000 osób zostało rannych. Powodem zamachu była pogarszająca się sytuacja polityczna i gospodarcza kraju, zaś bezpośrednią przyczyną – seria kryzysów gabinetowych w latach 1925–1926.
12 maja, po bezowocnej rozmowie Piłsudskiego z prezydentem Stanisławem Wojciechowskim, oddziały wierne Piłsudskiemu zajęły w Warszawie pozycje przy mostach na Wiśle. Po otwarciu ognia do zamachowców przez oddział rządowy obsadzający zachodni wylot mostu Kierbedzia, w mieście rozpoczęły się walki uliczne, a oddziały Piłsudskiego po opanowaniu mostu Kierbedzia rozpoczęły zajmowanie Warszawy w kierunku południowym. Przewrót został poparty przez związany z PPS związek zawodowy kolejarzy, który ogłosił strajk, blokując transporty sił rządowych z zachodu kraju do Warszawy, natomiast umożliwiając transporty wojsk lojalnych wobec marszałka Piłsudskiego. 12 i 13 maja marszałek Sejmu Maciej Rataj podjął ostatnią próbę negocjacji, która wobec nieustępliwego stanowiska prezydenta, zakończyła się niepowodzeniem. 14 maja Piłsudski przejął kontrolę nad Warszawą. W wyniku walk zginęło 379 osób. Rząd Wincentego Witosa podał się do dymisji, a prezydent Wojciechowski złożył urząd. Uprawnienia prezydenta przejął Maciej Rataj i powołał nowy rząd z Kazimierzem Bartlem na czele, w którym Piłsudski został ministrem spraw wojskowych i generalnym inspektorem Sił Zbrojnych. 31 maja Zgromadzenie Narodowe wybrało Piłsudskiego na urząd Prezydenta RP, ale ten odmówił objęcia urzędu, rekomendując na niego prof. Ignacego Mościckiego. Zamach rozpoczął 13-letnie autorytarne rządy sanacji, którym kres położył wybuch II wojny światowej.

## Przyczyny

### Przyczyny wewnętrzne

#### Stosunek Piłsudskiego do demokracji parlamentarnej
Tuż przed odzyskaniem przez Polskę niepodległości Józef Piłsudski przekonany był o tym, że koniec wojny oznaczać będzie zakończenie także ostrych sporów politycznych w polskim społeczeństwie. Sądził, że w niepodległym państwie polskim partie i stronnictwa polityczne będą w stanie w sprawach najważniejszych znaleźć płaszczyznę kompromisu. Ostra walka, rozgrywająca się na scenie politycznej II Rzeczypospolitej, zawiodła te nadzieje.

Na początku lat 20. XX wieku Piłsudskiemu udało się skupić w swoim ręku pełnię władzy w młodym państwie. Był Wodzem Naczelnym w trwającej wojnie polsko-bolszewickiej oraz Naczelnikiem Państwa. Z biegiem czasu, wraz z normalizującą się sytuacją społeczno-polityczną, zakres jego władzy ulegał uszczupleniu. Wpłynęły na to np. powołanie Rady Obrony Państwa (ograniczającej uprawnienia Naczelnika Państwa), zakończenie działań wojennych (co oznaczało pozbawienie Piłsudskiego funkcji Naczelnego Wodza), a w końcu uchwalenie przez Sejm Ustawodawczy konstytucji marcowej i wybór przez Zgromadzenie Narodowe (połączone izby sejmu i senatu) w grudniu 1922 r. prezydenta RP, któremu Naczelnik Państwa przekazał władzę. Piłsudski krytykował konstytucję marcową, jako ograniczającą uprawnienia władzy wykonawczej i prezydenta na rzecz parlamentu – z tego powodu sam nie zgodził się na objęcie funkcji prezydenta RP. Jak twierdzi Andrzej Garlicki: 

Zdawał sobie bowiem Piłsudski sprawę, że nie istnieją praktycznie żadne szanse na stworzenie stronnictwa czy obozu politycznego i wygranie tą drogą wyborów parlamentarnych. Konsekwencją nowej sytuacji było odwołanie się do tradycji legionowej: próba stworzenia szerszego zaplecza politycznego w oparciu o środowiska kombatanckie.

Pierwszy zjazd legionistów odbył się 5 sierpnia 1922 w Krakowie. Na kolejnych spotkaniach weteranów walk legionowych konsekwentnie budowano kult Piłsudskiego i podkreślano konieczność podjęcia działań, mających doprowadzić grupę legionową do władzy. Wiedział o tym m.in. minister spraw wojskowych, gen. Stanisław Szeptycki, który wydał rozkaz zakazujący oficerom i urzędnikom wojskowym uczestniczenia w działalności politycznej. Wycofał się z niego pod naciskiem piłsudczyków, zezwalając na uczestnictwo w zjeździe legionowym w 1923 z zaznaczeniem, że w przyszłości podobne zezwolenia nie będą wydawane.
Po przekazaniu władzy Naczelnika Państwa prezydentowi Gabrielowi Narutowiczowi, Piłsudski utracił najważniejszą funkcję polityczną, jaką sprawował. Tuż po zabójstwie Narutowicza mogło dojść do piłsudczykowskiego zamachu stanu. Radykalna grupa zwolenników marszałka planowała przeprowadzenie „akcji karnej” przeciwko narodowej demokracji, którą obwiniała o odpowiedzialność za śmierć prezydenta. Zamierzali oni w tym celu wykorzystać warszawskie bojówki Polskiej Partii Socjalistycznej, które przeprowadzić miały fizyczną likwidację wybranych działaczy obozu narodowego. Plan zakładał wkroczenie po 24 godzinach Piłsudskiego na czele wojska, który mógłby w tej sytuacji przywrócić porządek i przejąć władzę w państwie. Zamierzenia te zostały jednak storpedowane przez lidera PPS, Ignacego Daszyńskiego, który nie dopuścił do rozpoczęcia realizacji planu.

Po zawarciu tzw. paktu lanckorońskiego (przez PSL „Piast”, Związek Ludowo-Narodowy i Polskie Stronnictwo Chrześcijańskiej Demokracji) i odwołaniu rządu Sikorskiego, 28 maja 1923 prezydent Stanisław Wojciechowski powierzył misję utworzenia nowego gabinetu Wincentemu Witosowi. W skład rządu weszli przedstawiciele endecji, chadecji i „Piasta”. Po ostrym starciu z gen. Szeptyckim (z którym prowadził spór na temat organizacji najwyższych władz wojskowych), Piłsudski zrzekł się przewodnictwa Ścisłej Rady Wojennej. Oświadczył, że jako żołnierz nie może bronić rządu, złożonego z przedstawicieli partii odpowiedzialnych za śmierć Narutowicza. Zapowiedział także wycofanie się z życia politycznego. 3 lipca 1923 Piłsudski podczas przyjęcia pożegnalnego w Sali Malinowej warszawskiego Hotelu Bristol wygłosił przemówienie, w którym określił endecję mianem „zaplutego, potwornego karła”. Mówiąc o zabójstwie Narutowicza, stwierdził: 

Prezydent nasz zamordowany został po burdach ulicznych, obniżających wartości pracy reprezentacyjnej, przez tych samych ludzi, którzy ongiś w stosunku do pierwszego reprezentanta, wolnym aktem wybranego, tyle brudu, tyle potworności, niskiej nienawiści wykazali. Teraz spełnili zbrodnię. Mord karany przez prawo. Moi panowie, jestem żołnierzem. Żołnierz powołany bywa do ciężkich obowiązków, nieraz sprzecznych ze swoim sumieniem, ze swoją myślą, z drogimi uczuciami. Gdym sobie pomyślał na chwilę, że ja tych panów, jako żołnierz, bronić będę – zawahałem się w swoim sumieniu. A gdym się raz zawahał, zdecydowałem, że żołnierzem być nie mogę. Podałem się do dymisji z wojska. To są, moi panowie, przyczyny i motywy, dla których służbę państwową opuszczam.

Taka ocena przeciwnika politycznego oznaczała zmianę dotychczasowej formuły działalności politycznej Piłsudskiego, zakładającej dystansowanie się marszałka od rozgrywek partyjnych. W tym przypadku jednak występował on jako ten, który podejmuje „walkę z wynaturzeniami życia politycznego, których symbolem jest endecja. Walkę o czystość moralną, o etykę życia politycznego. [...] Ta płaszczyzna, nazwijmy ją etyczna, była dogodna z wielu względów. Przede wszystkim uwalniała od konieczności prezentowania własnego programu politycznego. Ani w skomplikowanych kwestiach gospodarczych, ani w zaognionych problemach polityki wobec mniejszości narodowych, ani w polityce zagranicznej nie musiał Piłsudski formułować propozycji rozwiązań. Było to o tyle ważne, że propozycji tych nie miał i on sam, i jego sztab polityczny”.
Już w lecie 1923 w środowiskach piłsudczykowskich pojawił się pomysł utworzenia tajnej organizacji antyrządowej, mającej składać się z wojskowych. Przeciwko tym planom ostro zaprotestował sam przebywający w Sulejówku Piłsudski, który opowiedział się za koniecznością zachowania apolityczności wojska.

#### Sytuacja społeczna i polityczna
Lata poprzedzające zamach majowy to okres znacznych niepokojów w polskim życiu społeczno-politycznym. Przykładem tego może być np. wybuch w prochowni w Cytadeli warszawskiej, który miał miejsce 13 października 1923 o godzinie 9 rano. W jego wyniku zginęło 25 osób, a ok. 40 odniosło ciężkie obrażenia. Eksplozja była tragicznym wypadkiem, ale rząd wydał odezwę stwierdzającą, że „zbrodnicza ręka dokonała w dniu dzisiejszym zamachu w stolicy państwa”.

W tym czasie pojawiały się także informacje o możliwym prawicowym zamachu stanu. Marszałek Sejmu Maciej Rataj pisał o swej rozmowie z Wincentym Witosem z 25 września 1923: 

Był u niego dziś Thugutt, który szczerze i uczciwie pytał, czy należy przywiązywać jakąś wagę do pogłosek o zamachu, ze swej strony oświadczył pod słowem, że ani sam, ani jego stronnictwo na zamach nie idzie. Witos wyjaśnił mi, że byli u niego dziś przywódcy faszystów polskich, «ludzie bardzo poważni», którzy zapewniali, że są «na wszelki wypadek» (80 tysięcy!) dla odparcia zamachu lewicowego, że nie wystąpią inaczej, jak na zarządzenie gabinetu.

Chodziło tutaj o organizację pod nazwą Pogotowie Patriotów Polskich, liczącą ok. 800 osób, pod przywództwem Jana Pękosławskiego i Witolda Gorczyńskiego. W styczniu 1924 członkowie PPP zostali aresztowani.
Zła sytuacja gospodarcza przekładała się na masowe strajki robotnicze. W ten sposób protestowali jesienią 1923 m.in. kolejarze i pocztowcy w Krakowie oraz górnicy w Zagłębiu Dąbrowskim. Kolejne rządy opowiadały się za zdecydowanymi odpowiedziami na strajki – m.in. pacyfikacją protestujących. Doprowadziło to do strajku generalnego, proklamowanego 5 listopada 1923 przez PPS, oraz do starć w Krakowie. Podczas wydarzeń krakowskich doszło do walk ulicznych robotników (którzy zdobyli broń) z policją i wojskiem. Część żołnierzy przeszła na stronę protestujących, a znaczna część miasta znalazła się pod kontrolą uzbrojonej milicji robotniczej. Podobne zajścia miały miejsce w Tarnowie i Borysławiu. Ostatecznie rządowi udało się opanować sytuację, ale w wyniku wydarzeń krakowskich zginęło 18 cywilów, 3 oficerów i 11 szeregowców. Minister spraw wewnętrznych, Władysław Kiernik, który polecił strzelać do protestujących, zyskał wśród przeciwników rządu niechlubny przydomek „Krwawy”.
W listopadzie 1925 upadł drugi rząd Władysława Grabskiego, który został zastąpiony gabinetem Aleksandra Skrzyńskiego. Powstał on po utworzeniu dość zaskakującej koalicji z udziałem Związku Ludowo-Narodowego, Polskiego Stronnictwa Chrześcijańskiej Demokracji (chadecji), Narodowej Partii Robotniczej (NPR), Polskiego Stronnictwa Ludowego „Piast” i Polskiej Partii Socjalistycznej (PPS). Była także propozycja wejścia do rządu PSL „Wyzwolenie”, jednak nie została ona zrealizowana. Koalicja ta od początku jednak uważana była za rozwiązanie tymczasowe, mające na celu zażegnanie chaosu w czasie przesilenia gabinetowego. Miała ona istnieć do czasu wyłonienia nowej większości w Sejmie i powołania nowego rządu.

Największym problemem rządu była polityka gospodarcza, która nie mogła być zgodna jednocześnie z programem prawicy (endecja) i lewicy (PPS), co stało się powodem rozpadu koalicji Skrzyńskiego. Jako pierwsza odeszła z niej PPS. Prezydent Wojciechowski misję utworzenia rządu powierzał kolejno Józefowi Chacińskiemu, Janowi Dębskiemu, Wincentemu Witosowi, ponownie Chacińskiemu, ponownie Witosowi, Zygmuntowi Markowi oraz Władysławowi Grabskiemu. Za każdym razem próba stworzenia gabinetu kończyła się fiaskiem. Ostatecznie po dość burzliwych negocjacjach utworzona została koalicja endecji, chadecji, PSL „Piast” oraz NPR, z Wincentym Witosem na czele. Witos (podobnie jak koalicja tzw. „Chjeno-Piasta”) nie cieszył się poparciem społeczeństwa, czego przyczyną był kryzys gospodarczy, trwający od 1923, i związana z nim hiperinflacja. Jak pisał Garlicki: 

Wiosną 1926 r. istniało więc szerokie zaplecze społeczne dla zdobycia władzy. Był to rezultat zarówno działań propagandowych piłsudczyków, jak i ostatecznego załamania się wiary szerokich kręgów społeczeństwa w dotychczasowe rozwiązania. System parlamentarny w istniejącym wydaniu nie zadowalał już nikogo. Sytuacja gospodarcza przygnębiała brakiem perspektyw. Wszyscy partnerzy gry parlamentarnej byli w oczach opinii publicznej mniej lub bardziej skompromitowani. Poza Piłsudskim. Blisko trzy lata pobytu w Sulejówku dały mu olbrzymi kapitał.

#### Sprawa zamachu
W roku 1924 wywiad wojskowy wpadł na trop przygotowań do zamachu na życie Piłsudskiego. Miały go przygotowywać – według informacji uzyskanych przez rząd Grabskiego – służby specjalne ZSRR. Do ochrony willi w Sulejówku wyznaczono 7 Pułk Ułanów Lubelskich, który skierował do ochrony jedną sekcję (7–8 ludzi) z rkm’ami; czuwała również żandarmeria i policja. Do zamachu nie doszło, ale kilkakrotnie willę obrzucano kamieniami, co było prawdopodobnie dziełem bojówek prawicowych. Kilkakrotnie domownicy dostrzegli lub schwytali osobników, którzy próbowali dostać się do ogrodu. Konsekwencji żadnych nie wyciągnięto.

#### Sytuacja gospodarcza
Polityka gospodarcza kolejnych rządów była powodem sporego niezadowolenia społecznego. W 1923 roku 74% wydatków budżetu pokryto z dochodów pochodzących z dodrukowywania marek. Zabieg ten był jednak coraz mniej opłacalny – waluta traciła na wartości, więc zwiększanie ilości pieniędzy w obiegu zmniejszało dochód rzeczywisty skarbu państwa. Hiperinflacja wpływała także na spadek opłacalności eksportu, doprowadziła wreszcie do bardzo szybkiego wzrostu cen oraz znacznych wahań wartości realnej płacy roboczej.
Sporym problemem kolejnych gabinetów była także kwestia kompromisowej reformy rolnej, która zdaniem ziemiaństwa (popierającego endecję) w ogóle nie powinna zostać przeprowadzona, zaś dla chłopów (popierających PSL) była bardzo niekorzystna.
Działania mające doprowadzić do ożywienia gospodarczego podjął dopiero pozaparlamentarny rząd premiera Władysława Grabskiego, który jednocześnie objął tekę ministra skarbu. Grabski otrzymał od Sejmu specjalne pełnomocnictwa, na mocy których doprowadził do zmiany ustawodawstwa podatkowego, zaciągnięcia niezbędnych pożyczek, wprowadzenia nowej waluty, ogłoszenia statutu Banku Emisyjnego, sprzedaży przedsiębiorstw państwowych i rozpoczęcia akcji oszczędnościowej. Skutkiem tego były wyhamowanie hiperinflacji i poprawa sytuacji gospodarczej. Jednak już w pierwszej połowie 1925 nastąpiło jej ponowne pogorszenie. Nieurodzaj z roku poprzedniego doprowadził do kryzysu w rolnictwie. Wzrosło bezrobocie – w I kwartale 1925 bez pracy było 185 tys. osób, a w listopadzie tego roku już 240 tys. Wskaźnik ten wzrósł do 311 tys. w grudniu 1925. W tym czasie wzrastał także deficyt skarbowy – wyniósł on w I kwartale 43 mln zł, w II wzrósł do 47 mln zł. Ponadto powiększała się różnica pomiędzy wartością importu i eksportu – w I połowie 1924 wynosiła ona 56 mln zł, a w I połowie 1925 już 400 mln zł. Wzrastały również ceny, szczególnie duży wzrost miał miejsce w grudniu 1925 – w przypadku artykułów przemysłowych o 15,1%, a żywności o 16,2%.
Wojna celna z Niemcami, rozpoczęta w czerwcu 1925, doprowadziła do załamania kursu złotego. Bank Polski podjął interwencję giełdową, której skutkiem było ustabilizowanie kursu, ale pociągnęło to za sobą obniżenie możliwości kredytowych i zmniejszenie wpływów podatkowych.
Początek 1926 to strajki warszawskich tramwajarzy i pracowników telefonów, rozruchy z udziałem bezrobotnych w Kaliszu, a także krwawe starcia protestujących z policją w Stryju, Włocławku i Lublinie. Pomimo tego wiosną 1926 zaczęły pojawiać się pierwsze sygnały poprawy koniunktury gospodarczej. Dla obozu szykującego zamach stanu, przechwycenie władzy w tym momencie mogło być korzystne – poprawa gospodarki zostałaby przedstawiona jako sukces nowego rządu. „Nic nie wskazuje, by ten aspekt brany był przez Piłsudskiego pod uwagę. W ogóle kwestie gospodarcze interesowały Piłsudskiego w minimalnym stopniu, przede wszystkim zaś nie orientował się zupełnie w działaniu mechanizmów ekonomicznych”.
Najprawdopodobniej marszałek Piłsudski przyspieszył decyzję o zamachu w obawie przed stopniową utratą zaufania w korpusie oficerskim. 5 lutego 1926 r. piłsudczykowscy kandydaci nie zostali wybrani do Sądu Honorowego dla Generałów. W prasie odczytano to jednoznacznie jako zwycięstwo sikorszczyków. Natomiast 16 i 17 kwietnia 1926 r. zwolennicy marszałka, mimo wielkiej presji min. Żeligowskiego, przegrali wybory do Zarządu Stowarzyszenia Oficerów Sztabu Generalnego. Przyczyną rosnącej niechęci części oficerów były zamieszczane w prasie propiłsudczykowskich brutalne ataki wymierzone głównie w generałów wywodzących się z armii austriackiej m.in. Józefa i Stanisława Hallerów, Włodzimierza Zagórskiego, Tadeusza Rozwadowskiego i innych.

### Przyczyny zewnętrzne
Szereg wydarzeń doprowadził do destabilizacji sytuacji w Polsce i pogorszenia jej położenia na arenie międzynarodowej:
- 16 kwietnia 1922 w Rapallo zawarto układ radziecko-niemiecki. Jego główne postanowienia zakładały zakończenie wzajemnych roszczeń finansowych obu stron, intensyfikację kontaktów gospodarczych, nawiązanie stosunków gospodarczych oraz zainicjowanie współpracy wojskowej pomiędzy sygnatariuszami. Układ ten oznaczał znaczne pogorszenie sytuacji międzynarodowej Polski[29].
- 15 czerwca 1925 wygasła konwencja górnośląska i rozpoczęła się wojna celna II Rzeczypospolitej z Republiką Weimarską. Niemcy zaprzestały kupna polskiego węgla. Doprowadziło to do nagłego pogorszenia sytuacji gospodarczej w Polsce[30].
- 16 października 1925 mocarstwa zachodnie podpisały układ w Locarno, w którym Niemcy gwarantowały jedynie nienaruszalność swojej zachodniej granicy, pozostawiając sprawą otwartą uznanie granic na wschodzie.
- 24 kwietnia 1926 roku Związek Socjalistycznych Republik Radzieckich i Niemcy zawarły układ o przyjaźni i neutralności. Zostało to odebrane w Warszawie jako groźba kolejnego rozbioru Polski[31].

#### Dyplomacja sowiecka wobec Polski w okresie kryzysu politycznego 1925–1926
Roman Dmowski i endecja byli postrzegani jako partnerzy dla dyplomacji ZSRR – w opozycji do Józefa Piłsudskiego. Wynikało to z historycznego kontekstu – endecja kierowana przez Dmowskiego była antybrytyjska i antyniemiecka, a w Moskwie zdawano sobie sprawę z prorosyjskich sympatii Romana Dmowskiego i jego stronników. Dochodził do tego czynnik ekonomiczny: polskie kręgi związane z endecją miały nadzieję, że odzyskają swoje tradycyjne rynki zbytu na Wschodzie, które przynosiły im dochody w nieodległych czasach Imperium Rosyjskiego. Ówczesny ambasador ZSRR w Polsce Piotr Wojkow wiedział, że endecja była jedną z najważniejszych sił politycznych Drugiej Rzeczypospolitej i miała znaczący wpływ na kierunki polityki wewnętrznej oraz zagranicznej – różnice ideologiczne nie były w tym przypadku przeszkodą. 31 grudnia 1925 roku doszło więc do dwugodzinnego spotkania Romana Dmowskiego z ambasadorem ZSRR w Polsce Piotrem Wojkowem. Według relacji Wojkowa spotkanie miało bardzo interesujący przebieg, a obaj rozmówcy dokładali wszelkich starań, aby znaleźć łączące ich tematy. Niecałe trzy miesiące później, 22 marca 1926 roku, sekretarz ambasady ZSRR w Polsce Michaił Arkadiew pisał do członka kolegium Ludowego Komisariatu Spraw Zagranicznych ZSRR (NKID), kierownika Wydziału Politycznego i Wydziału Krajów Nadbałtyckich i Polski Mieczysława Łoganowskiego – przedstawiając efekty „dyplomatycznych” działań sowieckich w polskich kręgach politycznych:
„Jesteśmy w stopniu dostatecznym, a może nawet zbyt mocno, związani z endekami, zarówno z politykami, jak i kręgami gospodarczymi.”
Z badań historycznych i analizy źródeł dyplomatycznych, wyłania się obraz, że ówczesna działalność endecji nie ograniczała się jedynie do symbolicznego sekowania Marszałka Józefa Piłsudskiego i jego środowiska, ale była to także świadoma działalność agenturalna na rzecz ZSRR – celem ZSRR była sowietyzacja Drugiej Rzeczypospolitej, tym razem nie przez podbój militarny, jak w latach 1919–1920, ale na drodze ekonomicznej.

## Przebieg

### Preludium zamachu
Kwestią sporną pozostaje odpowiedź na pytanie, czy Piłsudski planował przeprowadzenie zamachu stanu na długo przed majem 1926. Władysław Pobóg-Malinowski pisał, że marszałek „na kilka tygodni przed upadkiem Grabskiego wezwał do Sulejówka prof. Bartla, uprzedzając, że jego właśnie przewiduje na premiera, i polecając mu wyzyskać tych kilka miesięcy na przygotowanie się do oczekującej go roli”. Andrzej Garlicki podaje, że od połowy 1924 w otoczeniu marszałka krystalizowała się grupa oddanych mu osób, tworzących ośrodek organizacyjny przyszłego przewrotu. Była to tzw. „Koc-grupa”, w skład której wchodzili: Adam Koc, Bogusław Miedziński, Kazimierz Świtalski, Józef Beck, Ignacy Matuszewski, Kazimierz Stamirowski oraz Henryk Floyar-Rajchman. Pomimo tego tak Andrzej Garlicki, jak i Tomasz Nałęcz twierdzą, że trudno mówić o zorganizowanych przygotowaniach do przeprowadzenia zamachu majowego.
Piłsudski opierał się na swoich dawnych towarzyszach legionowych. Nałęcz podaje, że było to „zjawisko z pogranicza konspiracji, zbliżone do poufnego działania o charakterze na poły mafijnym. Narodzone w latach walk legionowych, kontynuowane w okresie 1918–1923, nie przestało egzystować w czasie usunięcia się w cień przez przywódcę grupy. Powodowało, że ludzie niezwiązani już organizacyjnie z Piłsudskim, pozostawali nadal bezgranicznie mu oddani. Nie było to bez znaczenia, ponieważ znajdowali się oni prawie we wszystkich ważniejszych dziedzinach życia: we wpływowych instytucjach w wojsku, w administracji państwowej i sądownictwie, prasie, partiach politycznych itd.” Do najbliższego kręgu współpracowników marszałka, którzy później odegrali kluczowe role w przeprowadzeniu zamachu, należeli: Walery Sławek, Bolesław Wieniawa-Długoszowski, Aleksander Prystor, Bogusław Miedziński, Kazimierz Świtalski, Bronisław Pieracki, Ignacy Matuszewski i Gustaw Orlicz-Dreszer. Nieco dalej od osoby Piłsudskiego znajdowali się: Adam Koc, Ignacy Boerner, Kazimierz Stamirowski, Julian Stachiewicz, Tadeusz Hołówko, Józef Beck, Henryk Floyar-Rajchman, Adam Skwarczyński i Wojciech Stpiczyński. Ludzie ci uważali się za realizatorów koncepcji marszałka, choć najczęściej nie uzgadniali z nim podejmowanych inicjatyw. Były one przez niego oceniane już po fakcie – zazwyczaj aprobowane.
Wśród zwolenników zamachu stanu było wielu wolnomularzy. Wielka Loża Narodowa Polski czynnie włączyła się w przygotowanie zamachu, urabiając opinię publiczną, propagując pogląd, że „dla Państwa Polskiego koniecznością jest, aby Marszałek Piłsudski został przywrócony do roli czynnej i twórczej”. Andrzej Strug, jako wielki mistrz lub szef obrządku szkockiego wyższych stopni, odbył kilka rozmów z Józefem Piłsudskim. W toku przygotowań do zamachu stanu doszło do założenia dziennika „Nowy Kurier Polski”.

15 listopada 1925 do Sulejówka przyjechali oficerowie garnizonu warszawskiego, aby pod pretekstem obchodów siódmej rocznicy powrotu Piłsudskiego z Magdeburga zademonstrować swe poparcie dla marszałka. Generał Gustaw Orlicz-Dreszer wygłosił wówczas przemówienie, w którym stwierdził m.in.: 

Gdy dzisiaj zwracamy się do Ciebie, mamy także bóle i trwogi, do domu wraz z nędzą zaglądające. Chcemy, byś wierzył, że gorące chęci nasze, byś nie zechciał być w tym kryzysie nieobecny, osierocając nie tylko nas, wiernych Twoich żołnierzy, lecz i Polskę, nie są tylko zwykłymi uroczystościowymi komplementami, lecz że niesiemy Ci prócz wdzięcznych serc i pewne, w zwycięstwach zaprawione szable

Mowa Orlicz-Dreszera została powszechnie odebrana jako deklaracja poparcia dla spodziewanego zamachu wojskowego. Jedyną reakcją Ministra Spraw Wojskowych, gen. dyw. Władysława Sikorskiego, było przeniesienie generała Orlicz-Dreszera do Poznania na równorzędne stanowisko służbowe. 16 listopada Maciej Rataj zanotował w swoim dzienniku: 

O godzinie 3 przyszedł Miedziński donieść mi, że podobno prezydent dał, czy ma dać zaufanie Sikorskiemu; jeśli fakt ten będzie ogłoszony, ma wiadomość, że pułki wierne Piłsudskiemu ruszą się – początek wojny domowej! Już w nocy jeden pułk chciał iść do Sulejówka – on, Miedziński, zapobiegł.

Podobne doniesienia o rzekomo rozpoczynającym się zamachu stanu pojawiały się przed majem 1926 jeszcze kilkakrotnie.
27 listopada 1925, po utworzeniu rządu Skrzyńskiego, tekę ministra spraw wojskowych otrzymał piłsudczyk gen. Lucjan Żeligowski. 16 grudnia 1925 ze stanowiska szefa Sztabu Generalnego zwolniony został popierany przez endecję gen. dyw. Stanisław Haller. Czasowe pełnienie obowiązków szefa SG powierzone zostało gen. bryg. Edmundowi Kesslerowi. Żeligowski przywrócił generała Orlicz-Dreszera na stanowisko dowódcy 2 Dywizji Kawalerii w Warszawie. Inne zmiany personalne, które okazały się korzystne dla późniejszych zamachowców, to mianowanie gen. bryg. Stanisława Burhardt-Bukackiego szefem Oddziału III SG, gen. dyw. Daniela Konarzewskiego szefem Administracji Armii i Mieczysława Norwid-Neugebauera pierwszym zastępcą szefa Administracji Armii. Wszyscy oni byli piłsudczykami.

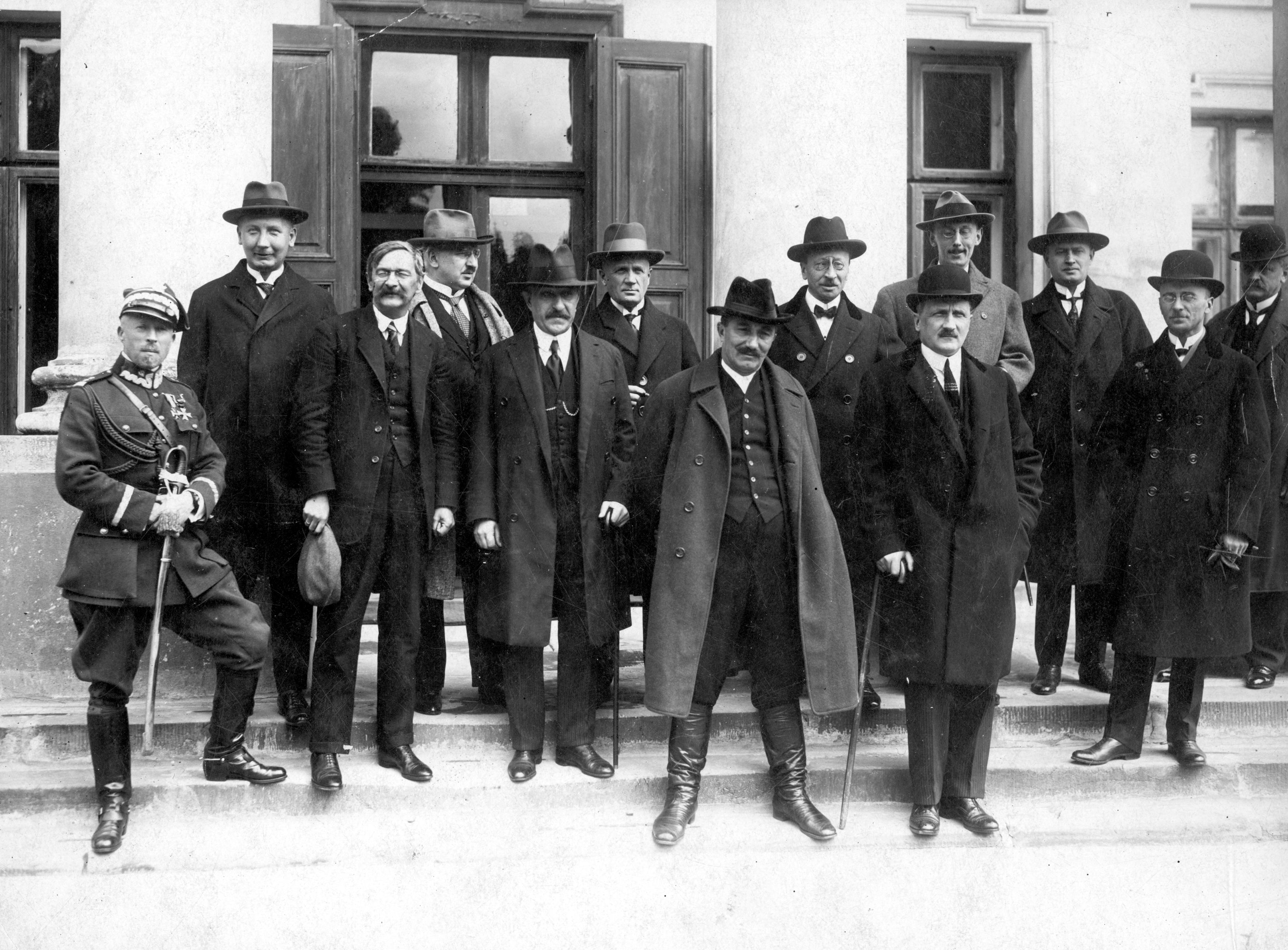
Trzeci rząd Wincentego Witosa, utworzony 10 maja 1926

18 kwietnia 1926 Żeligowski wydał rozkaz o zgrupowaniu 10 maja oddziałów w okolicy Rembertowa w celu przeprowadzenia gier wojennych. 8 maja przesłał do Piłsudskiego pismo o treści: „Proszę Pana Marszałka o objęcie dowództwa nad oddziałami skoncentrowanymi w Rembertowie i przeprowadzenie z nimi ćwiczeń międzygarnizonowych”. O tym piśmie gen. Żeligowski nie powiadomił nowego ministra, gen. Juliusza Malczewskiego, który w związku z tym nie mógł go anulować.

9 maja ukazał się w „Nowym Kurierze Polskim” wywiad z desygnowanym na premiera Witosem, w którym zwracał się on do Piłsudskiego: 

Niechże wreszcie Marszałek Piłsudski wyjdzie z ukrycia, niechże stworzy rząd, niech weźmie do współpracy wszystkie czynniki twórcze, którym dobro państwa leży na sercu. Jeśli tego nie zrobi, będzie się miało wrażenie, że nie zależy mu naprawdę na uporządkowaniu stosunków w państwie.

Według Macieja Rataja, w pierwotnej wersji w wywiadzie znalazł się również następujący fragment:

Mówią, że Piłsudski ma za sobą wojsko, jeśli tak, to niech bierze władzę siłą... Ja bym się nie wahał tego zrobić; jeśli Piłsudski nie zrobi tego, to, zdaje się, nie ma jednak tych sił za sobą.

10 maja 1926 przy poparciu Chjeno-Piasta utworzono trzeci rząd Wincentego Witosa. Jednocześnie Józef Piłsudski udzielił wywiadu „Kurierowi Porannemu”, w którym powiedział m.in., że staje: 

do walki, jak i poprzednio, z głównym złem państwa: panowaniem rozwydrzonych partii i stronnictw nad Polską, zapominaniem o imponderabiliach, a pamiętaniem tylko o groszu i korzyści.

Wywiad ukazał się 11 maja, ale Komisariat Rządu na miasto stołeczne Warszawę podjął decyzję o konfiskacie gazety. Znaczna część nakładu trafiła jednak do czytelników.
W południe we wtorek 11 maja w okolicach Rembertowa znalazł się 7 pułk ułanów z Mińska Mazowieckiego. Jego dowódca ppłk Kazimierz Stamirowski przyjechał do Sulejówka, gdzie otrzymał od Piłsudskiego polecenie zameldowania się u komendanta garnizonu Rembertów, gen. Rudolfa Pricha. Ten polecił mu wrócić do Mińska i stawić się do raportu u ministra wojny. Stamirowski nie wykonał tego rozkazu.
W nocy z 11 na 12 maja wysłannicy spiskowców dotarli do Siedlec, gdzie mieściło się dowództwo 9 Dywizji Piechoty (dowódca – gen. bryg. Mieczysław Ryś-Trojanowski) oraz stacjonował 22 pułk piechoty (płk Henryk Krok-Paszkowski). Dowódca 9 DP otrzymał rozkaz przybycia do Rembertowa. Zwolennicy Piłsudskiego dotarli także do dowódcy stacjonującego na Pradze 36 pułku piechoty, płk. Kazimierza Sawickiego. Obsadził on z własnej inicjatywy plutonem piechoty z cekaemami wylot mostu Kierbedzia od strony Warszawy.
Poczynania te zaniepokoiły rząd. W nocy na rozkaz generała Malczewskiego ogłoszono alarm, stawiający warszawski garnizon w stan pogotowia. W tym czasie prezydent Stanisław Wojciechowski podjął decyzję o swoim wyjeździe do Spały, do której przybył ok. godz. 23. Tej samej nocy zadzwonił do niego jednak premier Witos, który poinformował prezydenta o napiętej sytuacji w stolicy. Efektem tego była decyzja głowy państwa o natychmiastowym powrocie do Warszawy.

#### 12 maja

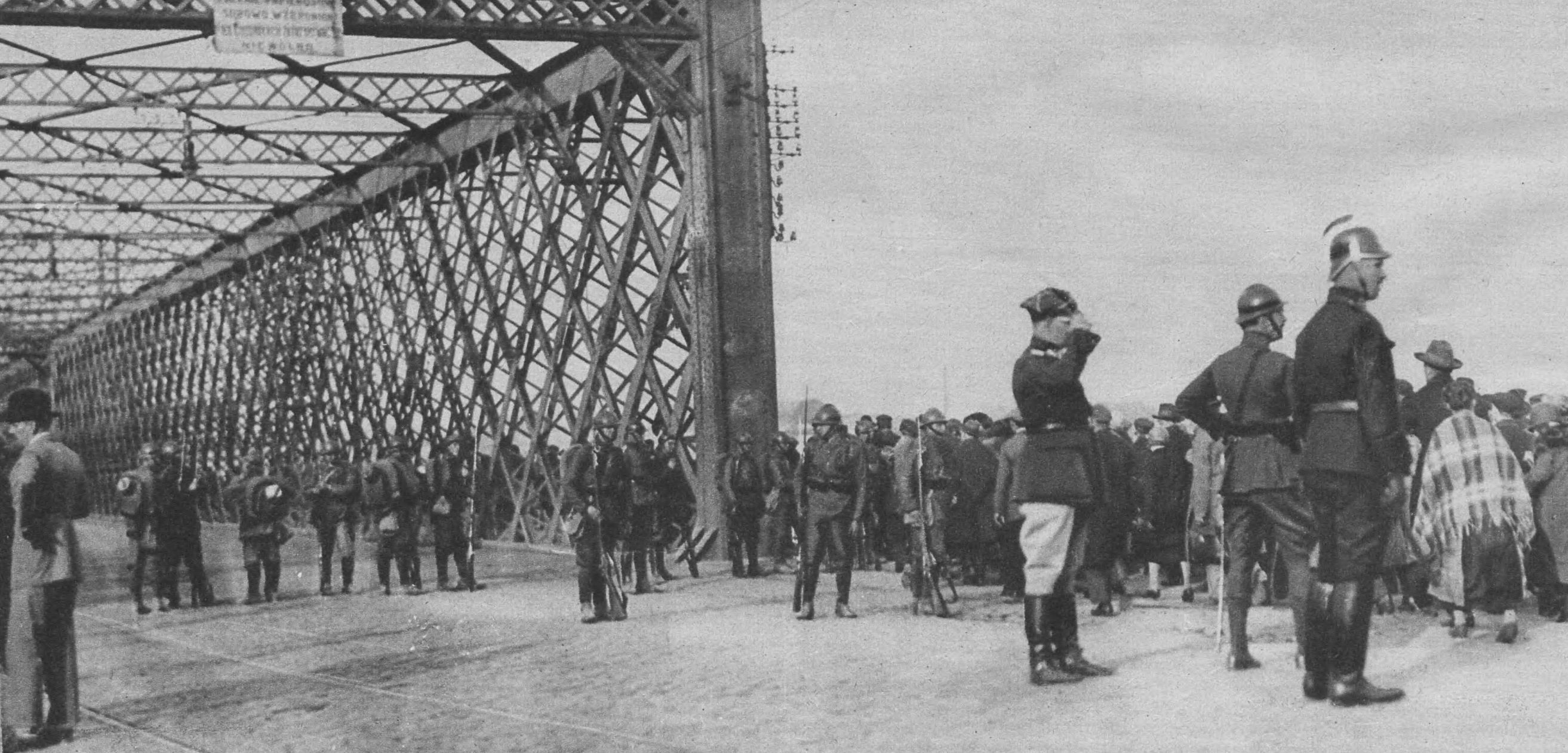
Most Kierbedzia obsadzony przez żołnierzy

Rankiem 12 maja w prasie pojawiły się informacje, że dom Piłsudskiego w Sulejówku został ostrzelany. Później okazało się, że były one nieprawdziwe, jednak wywołały oburzenie wśród piłsudczyków. Przysporzyły także nowych zwolenników marszałkowi. W tym samym czasie Piłsudski wyjechał samochodem z Sulejówka i udał się do Belwederu, gdzie zamierzał spotkać się z Wojciechowskim i zażądać od niego ustąpienia rządu Witosa. Prezydent jednak był wówczas w trakcie podróży powrotnej ze Spały, więc do spotkania nie doszło. O planach Piłsudskiego, by negocjować z Wojciechowskim, nie wiedzieli nawet najbliżsi jego współpracownicy, tacy jak Sławek i Świtalski – co może oznaczać, że nie istniał wcześniej przygotowany plan zamachu. Piłsudczycy dążyli jedynie do tego, aby skupić w okolicach Rembertowa pewną ilość oddziałów wiernych marszałkowi. Z powodu nieobecności Wojciechowskiego, który był niezbędny do obalenia rządu Witosa, założenia te uległy modyfikacji. Piłsudski miał wkroczyć do miasta na czele opowiadających się za nim oddziałów. W takim przypadku jednak zamachowcy utracili element zaskoczenia.
Tymczasem gen. Malczewski, pragnąc nie dopuścić do zbrojnego przewrotu, wezwał do Warszawy 10 pułk piechoty z Łowicza, 71 pułk piechoty z Ostrowia Łomżyńskiego, 57 i 58 pułk piechoty z Poznania i 28 pułk piechoty ze Lwowa. Jednocześnie mianował gen. Tadeusza Rozwadowskiego dowódcą obrony Warszawy, a jego szefem sztabu płk. Władysława Andersa. Gen. Stanisław Haller został natomiast szefem Sztabu Generalnego. Malczewski zabronił także wszystkim jednostkom wojskowym opuszczania garnizonów bez wyraźnego rozkazu.
O godz. 11 Piłsudski powrócił z Warszawy do Rembertowa. Wezwał gen. Orlicz-Dreszera, któremu polecił obsadzenie mostów łączących oba brzegi Wisły w stolicy. O 12.30 do Warszawy przybył transportem kolejowym 22 pułk piechoty z Siedlec. Oddziały Piłsudskiego wyruszyły na stolicę ok. godz. 14. W stronę Warszawy maszerowały także 11 Pułk Ułanów Legionowych z Ciechanowa i 1 Pułk Strzelców Konnych z Garwolina.
Łącznie po stronie Piłsudskiego wystąpiło ok. 15 tys. żołnierzy, podczas gdy po rządowej ok. 10 tys. Z tego w działaniach wzięło udział ok. 5,8 tys. żołnierzy, a pozostali nie dotarli do stolicy, gdyż 13 maja kolejarze z inspiracji Polskiej Partii Socjalistycznej zorganizowali strajk, który opóźnił gromadzenie wojsk rządowych. Po stronie Piłsudskiego opowiedziały się także Związek Strzelecki, lewicowe partie (Polska Partia Socjalistyczna, Stronnictwo Chłopskie, Polskie Stronnictwo Ludowe “Wyzwolenie” i Komunistyczna Partia Polski).

Około godz. 13 ze Spały wrócił prezydent Wojciechowski. Natychmiast udał się na Krakowskie Przedmieście, gdzie wziął udział w obradach rządu. Około 14 wydano komunikat, w którym Rada Ministrów stwierdzała, że: 

szerzona od dłuższego czasu przez spiskowców i burzycieli ładu i porządku zbrodnicza agitacja wśród wojska spowodowała smutne następstwa. Kilka oddziałów wojska z kilku powiatów zebrane w okolicy Rembertowa, podniecone fałszywymi pogłoskami i uwiedzione sfałszowanymi rozkazami, dało się pociągnąć do złamania dyscypliny i wypowiedzenia posłuszeństwa Rządowi Rzeczypospolitej.

Prezydent wydał odezwę do żołnierzy, w której podkreślał konieczność dotrzymania przysięgi żołnierskiej i dochowania wierności rządowi. Jednocześnie ogłoszono stan wyjątkowy w Warszawie, województwie warszawskim oraz w powiatach siedleckim i łukowskim, leżących w województwie lubelskim.
Generał Malczewski rozkazał wprawdzie obsadzić warszawskie mosty, jednak mający wykonać ten rozkaz oficerowie sztabu dowódcy okręgu gen. Kazimierza Dzierżanowskiego byli zaangażowani w spisek. W związku z tym żołnierzom wiernej rządowi Oficerskiej Szkoły Piechoty pod dowództwem mjr. Mariana Porwita udało się obsadzić 12 maja po południu jedynie most Poniatowskiego (nazywany wówczas Trzecim Mostem). Był on przedtem zajęty przez 2 dywizjon 1 pułku szwoleżerów pod dowództwem mjr Leona Strzeleckiego (późniejszego dowódcę 1 Pułku Ułanów Krechowieckich), wchodzący w skład wojsk zamachowców.

##### Spotkanie na moście Poniatowskiego

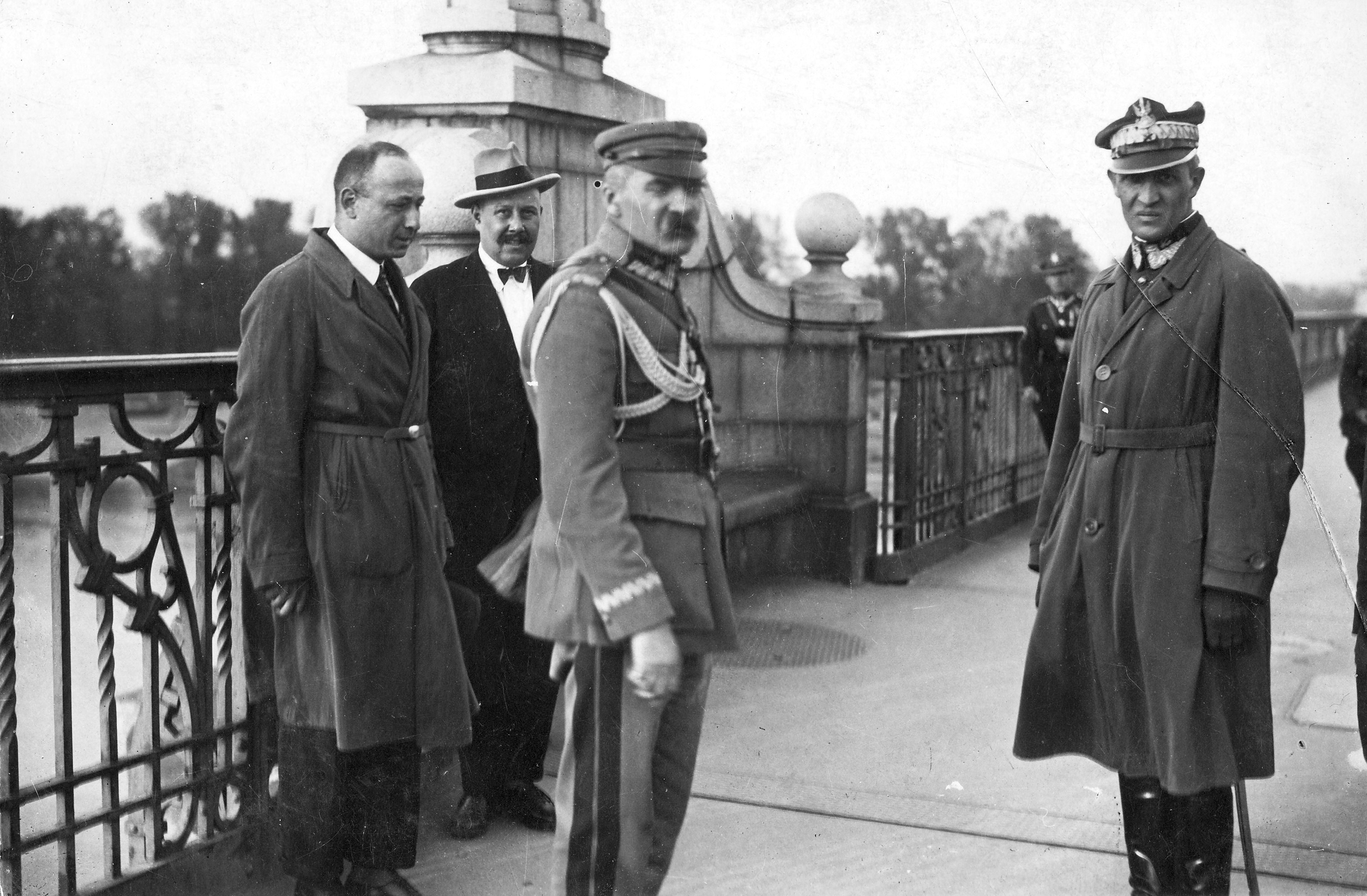
Józef Piłsudski z Gustawem Orlicz-Dreszerem na moście Poniatowskiego tuż po spotkaniu z prezydentem Stanisławem Wojciechowskim

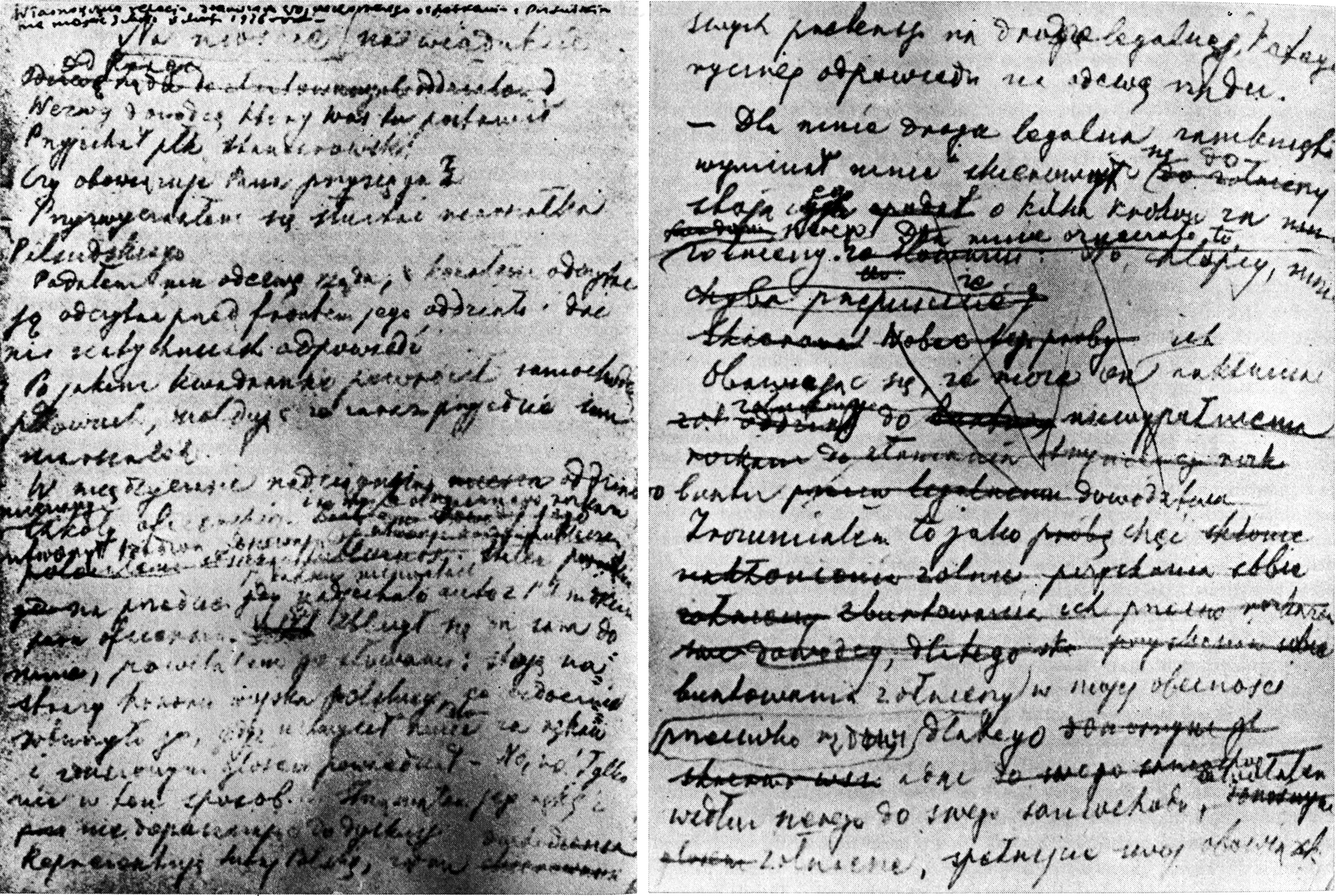
Zapiski prezydenta Wojciechowskiego ze spotkania z Piłsudskim na Moście Poniatowskiego

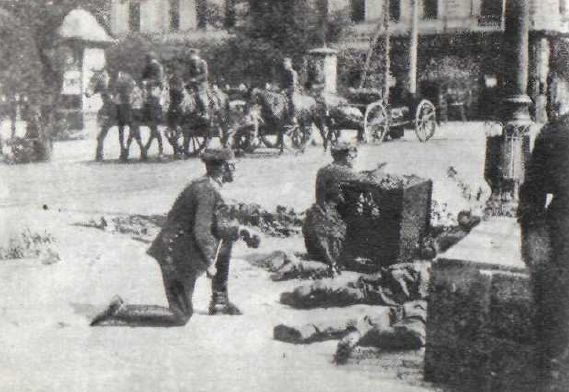
Atak zamachowców w Alejach Jerozolimskich

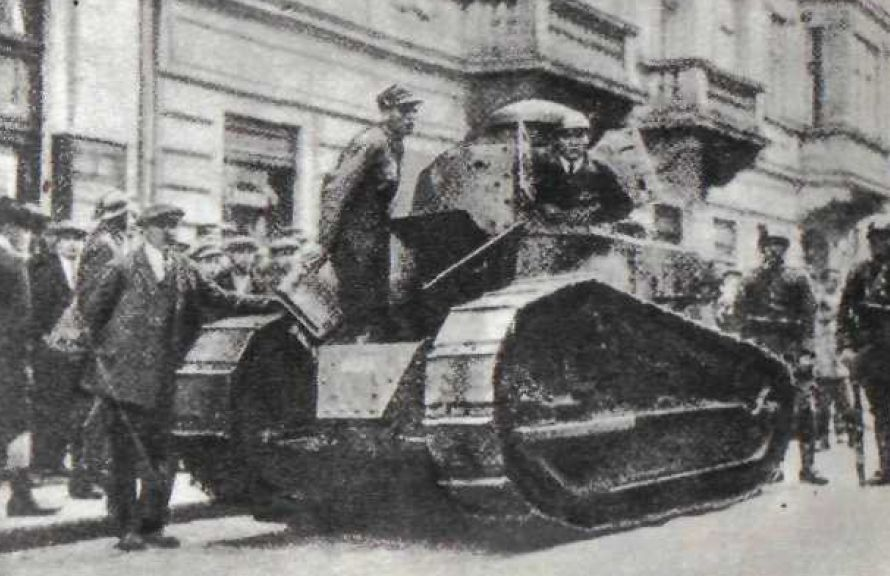
Czołg FT-17, który przełamał pozycje wojsk rządowych w Alejach Ujazdowskich

Około godziny 17 na moście Poniatowskiego doszło do spotkania Piłsudskiego z prezydentem Wojciechowskim. Mjr Marian Porwit, po przybyciu na most, złożył meldunek prezydentowi, a następnie zameldował się marszałkowi i był świadkiem rozmowy obu dygnitarzy. Marszałek chciał ustąpienia gabinetu Witosa, prezydent żądał natomiast kapitulacji przeciwnika. Według Wojciechowskiego dialog wyglądał w następujący sposób: 

[...] Powitałem go [Piłsudskiego] słowami: stoję na straży honoru wojska polskiego – co widocznie wzburzyło go, gdyż uchwycił mnie za rękaw i zduszonym głosem powiedział – No, no! Tylko nie w ten sposób. – Strząsnąłem jego rękę i nie dopuszczając do dyskusji: – Reprezentuję tutaj Polskę, żądam dochodzenia swych pretensji na drodze legalnej, kategorycznej odpowiedzi na odezwę rządu. – Dla mnie droga legalna zamknięta – wyminął mnie i skierował się do stojącego o kilka kroków za mną szeregu żołnierzy.

Po załamaniu się pertraktacji i odjeździe prezydenta mjr Porwit odmówił marszałkowi Piłsudskiemu przepuszczenia go przez most Poniatowskiego. Siłom rządowym nie udało się jednak obsadzić 30 pułkiem piechoty Mostu Kierbedzia. Przez niego na drugą stronę rzeki przechodziły siły Piłsudskiego.
Po spotkaniu z prezydentem Piłsudski pojechał do koszar 36 pułku piechoty. Według relacji osób, które mu wówczas towarzyszyły, marszałek sprawiał wrażenie zmęczonego, zniechęconego i załamanego. Prawdopodobnie liczył na chęć współpracy ze strony Wojciechowskiego, z którym łączyła go dawna znajomość jeszcze z czasów działalności w PPS. Wobec takiego rozwoju wypadków, dowództwo przejął gen. Orlicz-Dreszer i jego szef sztabu, ppłk Józef Beck.

##### Pierwsze starcia
Około godz. 18:30 na Moście Kierbedzia doszło do starcia pomiędzy 30 (siły rządowe) a 36 pułkiem piechoty (wojska zamachowców). Pierwsze otworzyły ogień wojska wierne rządowi Witosa, wspierane przez ogień działa ustawionego na placu Zamkowym, po odrzuceniu żądania wycofania się buntowników z mostu. Starcie zakończyło się wycofaniem sił rządowych w głąb miasta. Legalne władze ogłosiły w mieście stan wyjątkowy.
Komenda miasta znajdowała się naprzeciw Hotelu Europejskiego i już 12 maja wieczorem była zajęta przez oddziały sprzyjające Piłsudskiemu. Sztab generalny, który zajmował budynki na ówczesnym placu Saskim, również musiał opuścić swoje pomieszczenia. Rząd pod osłoną plutonu Szkoły Podchorążych zdążył przejechać samochodami do Belwederu. Członkowie sztabu generalnego również udali się pieszo do Belwederu przez ówczesny plac Napoleona i ulicę Bracką. By nie przepuścić za linię Alei Jerozolimskich tłumu mieszkańców Warszawy, manifestujących swoje poparcie dla marszałka, zamknięto częścią 21 Pułku Piechoty wylot Nowego Światu na Aleje. Następnie ściągnięto z Mostu Poniatowskiego żołnierzy Szkoły Podchorążych i podjęto decyzję o cofnięciu się na linię ulicy Nowowiejskiej. W ten sposób dowództwo wojsk rządowych odcięło się od ministerstwa kolei, dyrekcji kolei, dworca głównego i centrali telegraficzno-telefonicznej.
Jeszcze przed wykonaniem tej decyzji, od strony ulicy Wiejskiej, a więc na tyły Szkoły Podchorążych, wyszedł atak 1 pułku szwoleżerów, rozbity ogniem karabinów maszynowych podchorążych. Szwoleżerowie cofnęli się do swoich koszar w okolicy Parku Łazienkowskiego. W tym momencie strona rządowa dysponowała: Szkołą Podchorążych i Oficerską Szkołą Piechoty pod dowództwem płk. SG Gustawa Paszkiewicza (komendanta szkoły), jednym plutonem 21 pułku piechoty, jednym działem, oddziałem ordynansów Wyższej Szkoły Wojennej, kompanią i szwadronem przybocznym Belwederu, 1 pułkiem lotniczym (na lotnisku mokotowskim), 1 pułkiem artylerii przeciwlotniczej i 30 pułkiem piechoty stacjonującym w warszawskiej Cytadeli. Spodziewano się także, że wkrótce dotrą do Warszawy, wcześniej powiadomione: 10 pułk piechoty z Łowicza, 57 i 58 pułk piechoty z Wielkopolski, 71 pułk piechoty z Ostrowi, 26 pułk piechoty ze Lwowa i ewentualnie 3 pułk ułanów z Tarnowskich Gór. Rząd liczył również na siły stacjonujące w Cytadeli (ok. 3 tys. żołnierzy), nie wiedział jednak o tym, że dowództwo w twierdzy przejęli piłsudczycy.
Wieczorem 12 maja siły rządowe liczyły ok. 1700 żołnierzy, podczas gdy oddziały Piłsudskiego stanowiły 3500 żołnierzy, plus 800 członków Związku Strzeleckiego.
O godzinie 20 do komendy miasta przybył Piłsudski. Około godziny 21 marszałek zdecydował się na rozpoczęcie mediacji, wzywając na rozmowę Macieja Rataja. Przedstawił mu sytuację i podkreślił, że ma znaczną przewagę militarną nad siłami rządowymi. Rataj udał się do Belwederu, jednak Wojciechowski odmówił rozpoczęcia negocjacji. W tym czasie do Poznania odlecieli ministrowie Stanisław Osiecki (resort przemysłu i handlu) oraz Stefan Piechocki (sprawiedliwość), którzy mieli za zadanie przygotować przenosiny rządu do stolicy Wielkopolski.
Po rozmowie z Ratajem, Piłsudski spotkał się z przewodniczącym pozostających w orbicie wpływów PPS kolejarskich związków zawodowych, Adamem Kuryłowiczem. Według planów piłsudczyków, miały one odegrać znaczną rolę w planie opóźnienia przyjazdu do Warszawy dużych sił wiernych rządowi z Wielkopolski i Pomorza. Siłom Piłsudskiego udało się natomiast nocą obsadzić budynek Ministerstwa Kolei i Dyrekcji Kolejowej. Dzięki temu Kuryłowicz mógł przekazać wytyczne związkowcom kolejowym, którzy później znacząco pomogli zamachowcom.

#### 13 maja

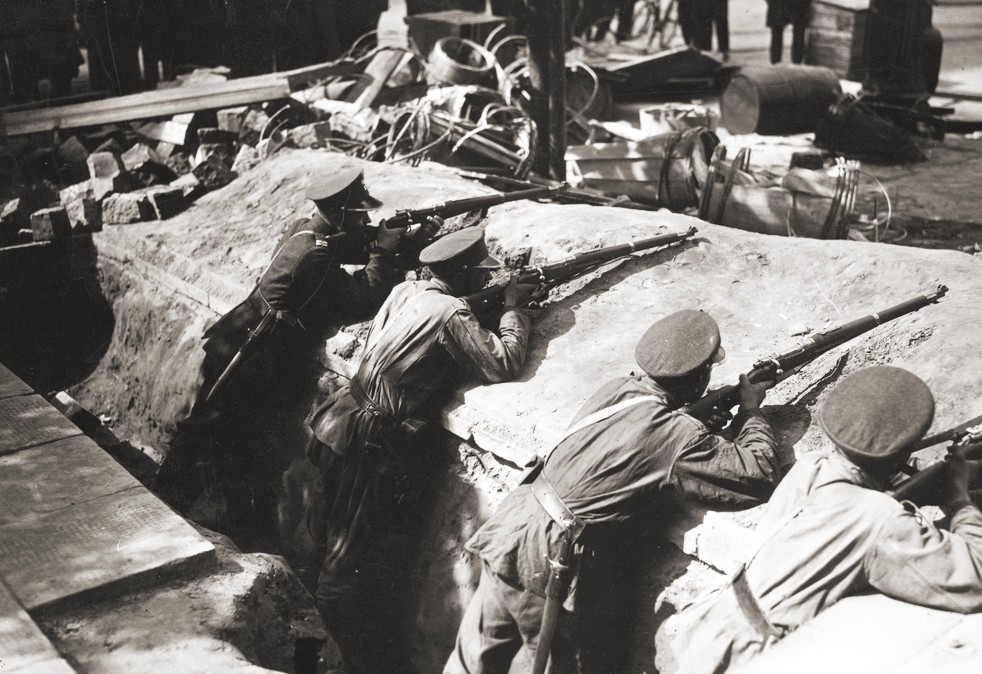
Żołnierze 7 pułku ułanów w okopach pod Belwederem

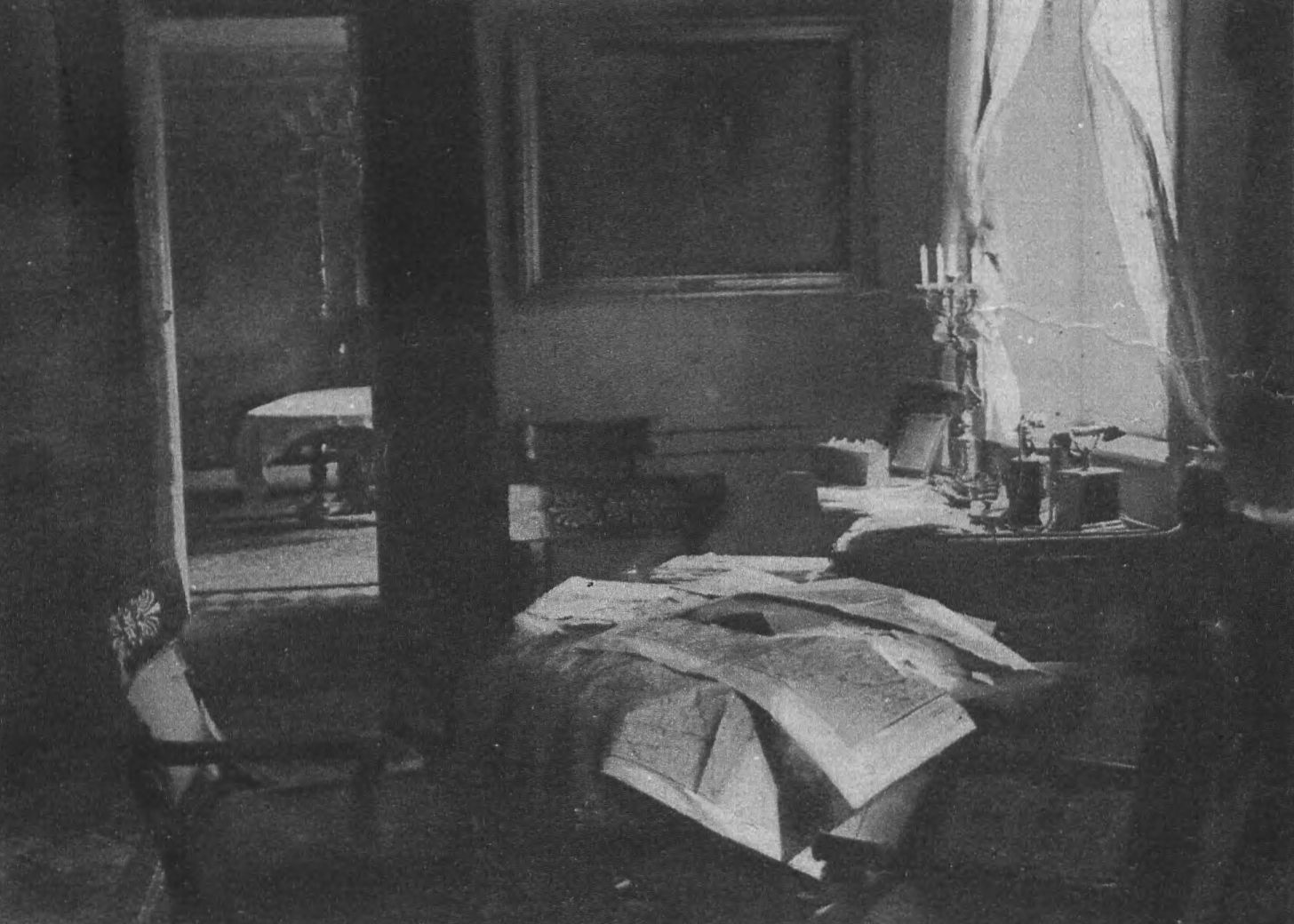
Kwatera wojsk rządowych w Belwederze podczas zamachu. Jeden z pokojów, w którym mieścił się oddział operacyjny wojsk rządowych. Na stole leżą mapy, z których usunięto części, oznaczające okolice, gdzie miały się znajdować oddziały wojsk wiernych gabinetowi Witosa

W Belwederze przebywali prezydent, cały rząd, minister spraw wojskowych gen. Malczewski, szef sztabu generalnego gen. Haller oraz utworzone dowództwo obrony Warszawy – gen. Rozwadowski i szef sztabu płk Anders. Byli też płk Sztabu Generalnego Tadeusz Kutrzeba i płk Sztabu Generalnego Franciszek Kleeberg.

Prezydent RP wydał rozkaz 

Żołnierze Rzeczypospolitej! Stała się rzecz potworna. Znaleźli się szaleńcy, którzy targnęli się na Majestat Ojczyzny, podnosząc jawny bunt. Fałszywymi hasłami uwiedli czystą duszę żołnierza polskiego i dali pierwszy rozkaz do rozlewu krwi bratniej. Nie wierzcie rozsiewanym kłamstwom. Prezydent Rzeczypospolitej z prawowitym Rządem, opartym o dzielne wojska, znajduje się w Belwederze i wzywa Was, byście razem z nim stanęli w obronie znieważonego honoru wojska polskiego i praworządnej naszej Ojczyzny. Posiłki z prowincji idą, walka z buntownikami będzie podjęta. Buntownicy czynem swoim wykreślili się z szeregów polskich.

Gmach Ministerstwa Spraw Wojskowych przy ul. Nowowiejskiej zajmowały oddziały Piłsudskiego, a dowodził nimi gen. Felicjan Sławoj Składkowski, koszar szwoleżerów oprócz żołnierzy bronili członkowie Związku Strzeleckiego. Jedynym połączeniem Belwederu z krajem była radiostacja na lotnisku mokotowskim. W nocy z 12 na 13 maja przybył 10 pułk piechoty z Łowicza, a w ciągu dnia 57 i 58 pułk piechoty z Wielkopolski, dowodzone przez gen. Anatola Kędzierskiego. Tak wzmocnione wojska strony rządowej przypuściły tego dnia zwycięskie ataki – pułki 10 i 57 na koszary szwoleżerów, a Szkoła Podchorążych i 58 pułk piechoty, dowodzone przez gen. Mariana Kukiela, na Ministerstwo Spraw Wojskowych. 71 pułk piechoty wyładował się w Ząbkach 12 maja około godziny 22. Jednak podczas nocnego marszu do Warszawy został zatrzymany przez 36 pułk piechoty. W czasie potyczki część pułku przyłączyła się do zamachowców, a reszta wróciła do Ząbek i potem pociągiem do Ostrowi.
Tego dnia przybyły również dwa bataliony 37 pułku piechoty z Kutna pod dowództwem pułkownika Sztabu Generalnego Władysława Bortnowskiego, opowiadającego się po stronie Piłsudskiego oraz 1 dywizja Legionów z Wilna dowodzona przez gen. Stefana Dąb-Biernackiego, również wierna marszałkowi. Nie przybyły pułki rządowe ze Lwowa gen. Władysława Sikorskiego. Zadeklarował on wierność rządowi, ale oświadczył, że ze względu na działalność separatystów ukraińskich, nie może wysłać wojsk do stolicy.
13 maja próbę mediacji podjęli prymas Aleksander Kakowski oraz marszałek Sejmu Maciej Rataj. Rozmowy te nie przyniosły jednak rezultatu. Wojskom rządowym udało się jeszcze dojść na linię ulicy Pięknej, zajmując wcześniej Szpital Ujazdowski.
Wieczorem tego dnia negocjacje próbowali podjąć generałowie Lucjan Żeligowski, Stefan Majewski i Aleksander Osiński, którzy około godziny 21 przeszli przez linię frontu do Belwederu. Przyjął ich prezydent Wojciechowski, jednak rozmowa zakończyła się fiaskiem. W tym samym czasie mianowano generała Stanisława Szeptyckiego wodzem naczelnym wszystkich wojsk poza Warszawą.

Centralny Komitet Wykonawczy PPS podjął uchwałę o proklamowaniu na 14 maja strajku generalnego. W dokumencie tym napisano: 

Niech strajk ten będzie potężną manifestacją na rzecz Józefa Piłsudskiego, jego bohaterskiej armii i rządu robotniczo-włościańskiego.

#### 14–15 maja

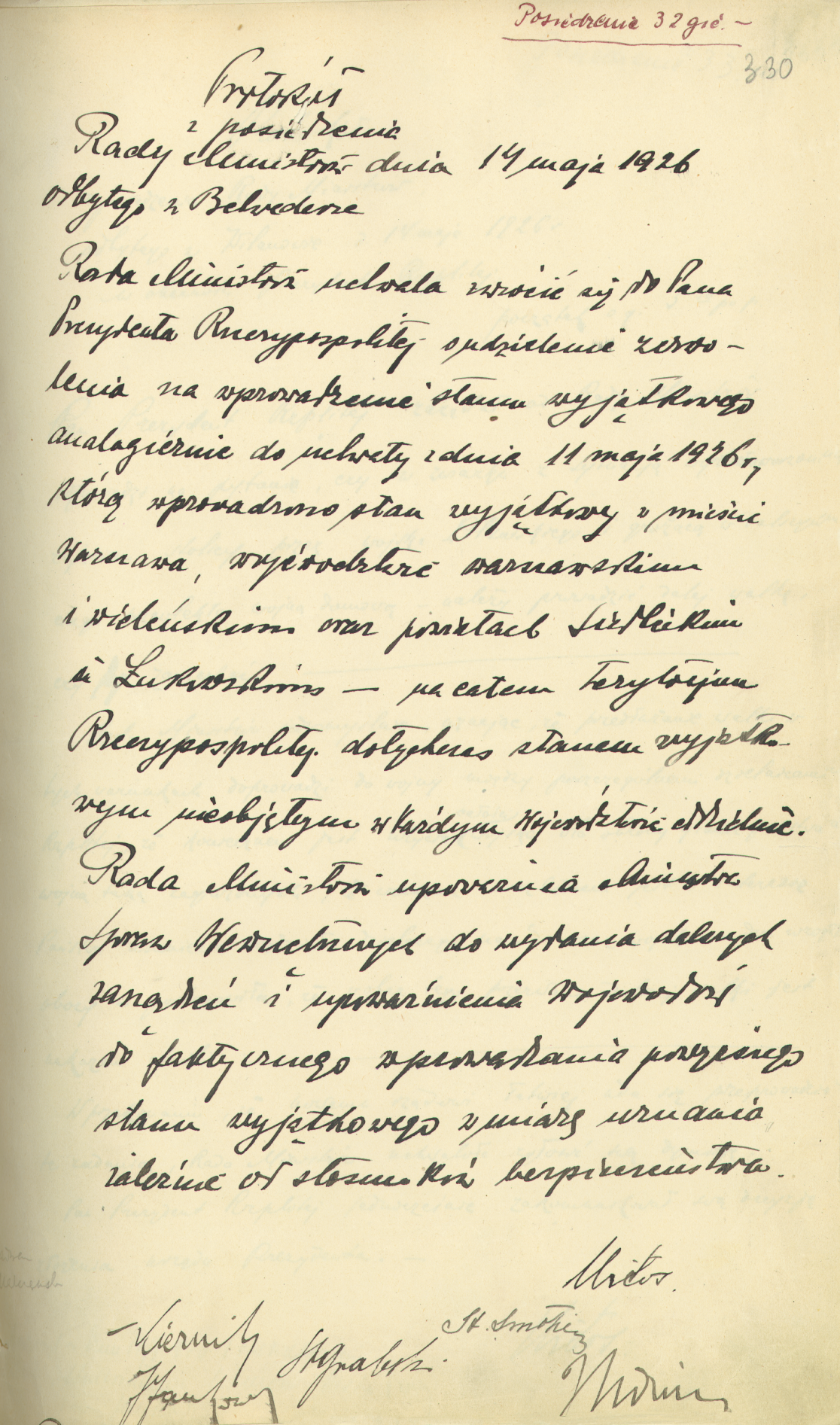
Protokół z posiedzenia rządu 14 maja w Belwederze, z apelem do Prezydenta o zgodę na wprowadzenie stanu wyjątkowego

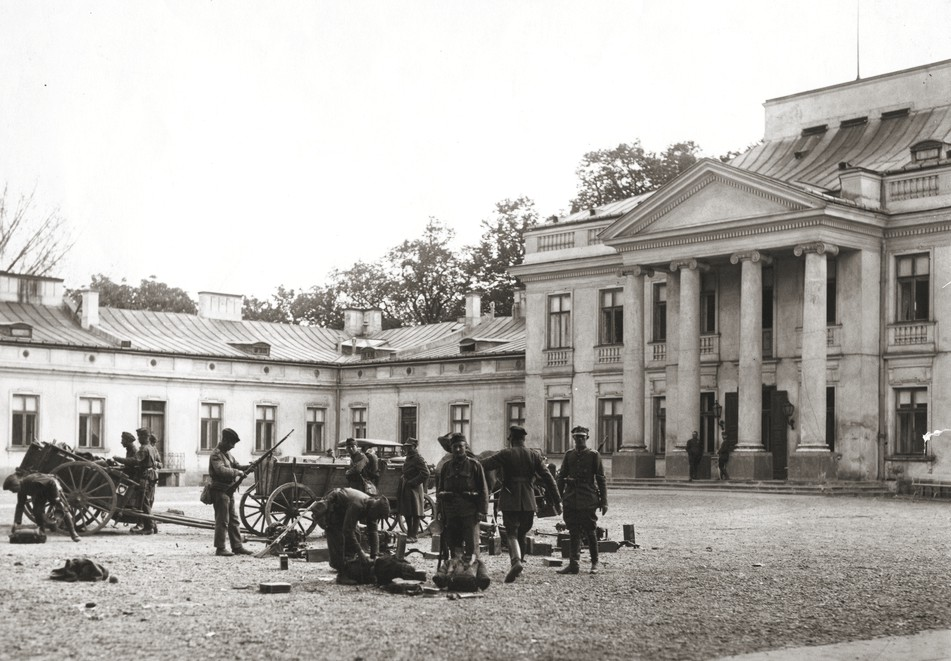
Wojska zamachowców na dziedzińcu Belwederu

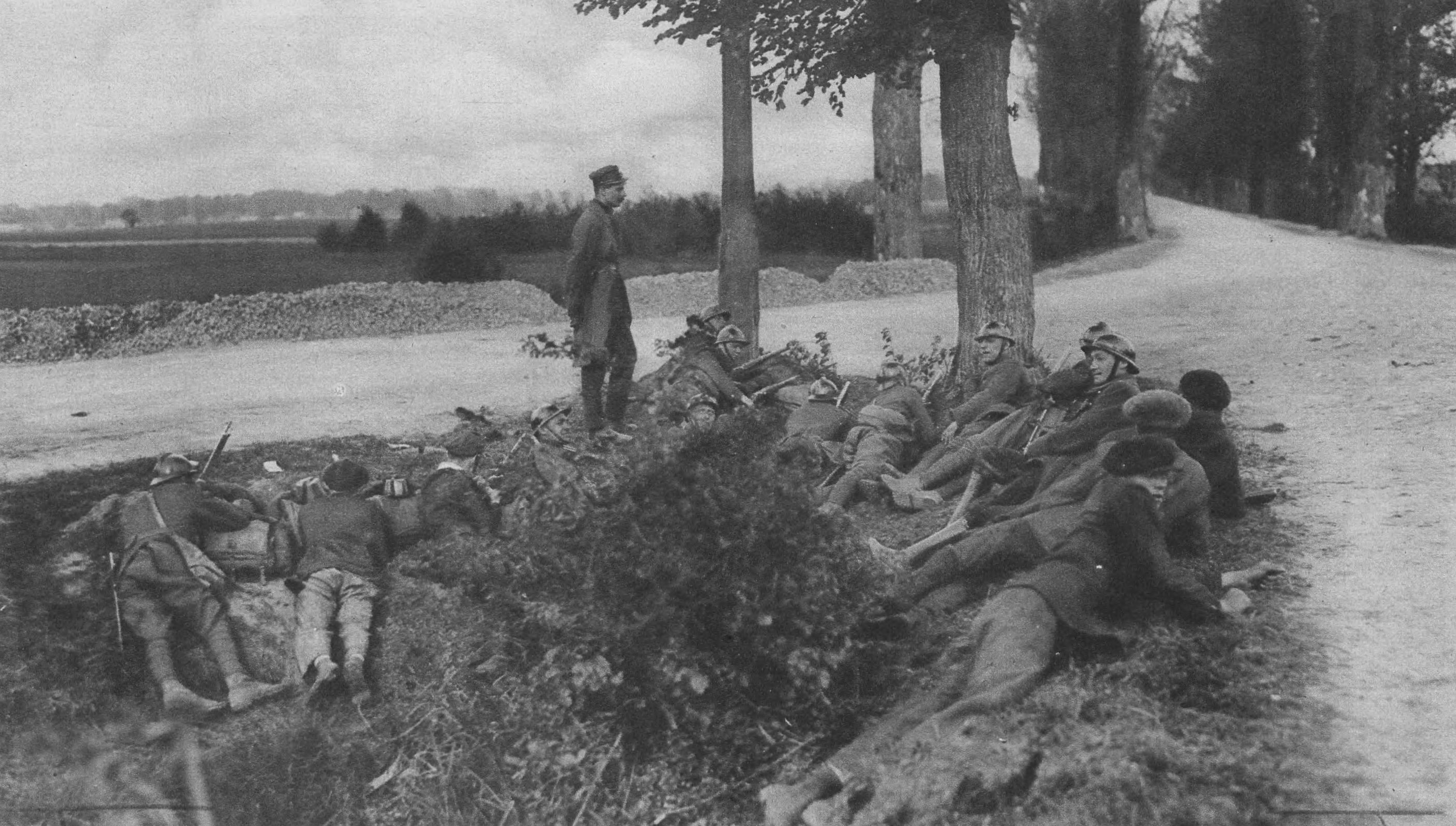
Żołnierze Piłsudskiego w okolicach Wilanowa

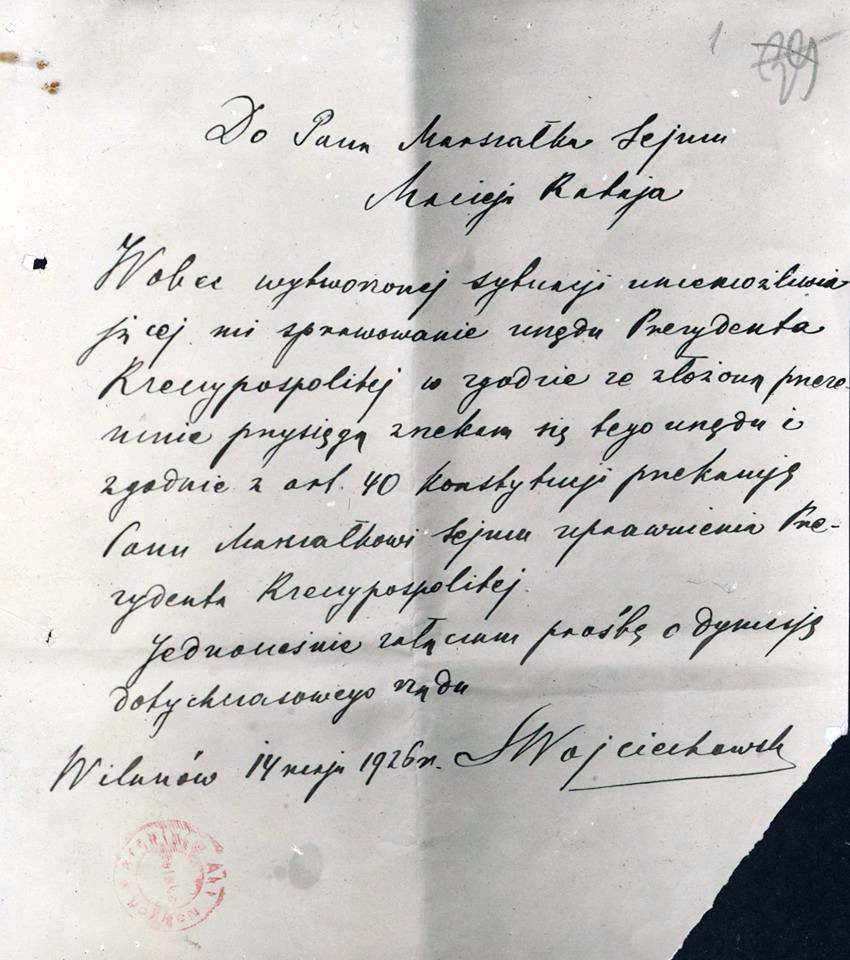
Akt rezygnacji prezydenta Stanisława Wojciechowskiego wraz z dymisją rządu Wincentego Witosa 14 maja 1926

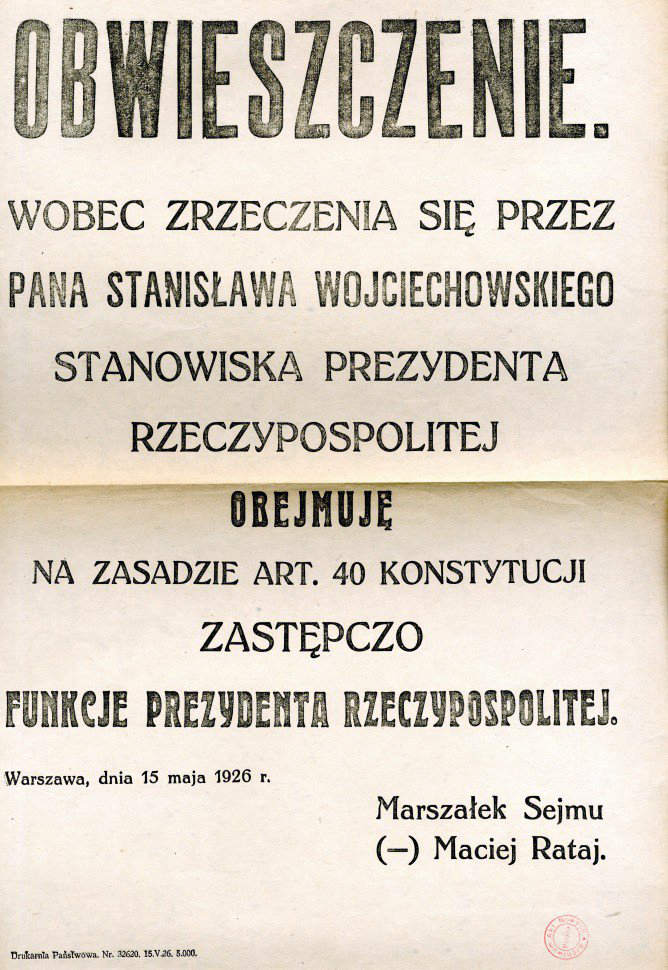
Obwieszczenie marszałka Sejmu Macieja Rataja o przejęciu obowiązków głowy państwa w związku z rezygnacją prezydenta Stanisława Wojciechowskiego. 15 maja 1926

Od godz. 2:30 nad ranem do Warszawy przybyły pierwsze transporty wojsk Piłsudskiego z Wilna, a o godzinie 8:30 na Dworcu Gdańskim rozpoczął się wyładunek sześciu batalionów 3 Dywizji Piechoty Legionów, liczących razem ok. 1700 żołnierzy. Mniej więcej w tym samym czasie na stronę rządu przeszła, licząca ok. 130 żołnierzy, Oficerska Szkoła Inżynierii.
14 maja rano, ok. godziny 5, nastąpił kontratak wojsk Piłsudskiego. Głównym kierunkiem uderzenia było natarcie 21 i 37 pułku piechoty wzdłuż ulicy Towarowej w kierunku Mokotowa, którego celem było opanowanie lotniska. Broniący je 1 pułk lotniczy i 1 pułk artylerii przeciwlotniczej nie utrzymały stanowisk, także Szkoła Podchorążych i Oficerska Szkoła Piechoty musiały wycofać się z przyczółków na Mokotowie. Zdobycie lotniska ok. 14:30 miało znaczenie strategiczne, ponieważ uniemożliwiało stronie rządowej korzystanie z lotnictwa jako siły zbrojnej i środka łączności, odcinało je także od zachodnich dzielnic miasta, gdzie wyładować się miały pułki jadące z Poznania. Umożliwiało to także okrążenie Belwederu od południa. Najpoważniejszy opór wojska rządowe stawiły zamachowcom na osi ulic Marszałkowskiej, Alej Ujazdowskich, Rozbrat i Czerniakowskiej.
W tym czasie wojska Piłsudskiego w Warszawie liczyły już ok. 8500 żołnierzy (plus ok. 800 członków Związku Strzeleckiego), podczas gdy strona przeciwna dysponowała jedynie ok. 2200 żołnierzami. Wojska marszałka ponadto posiadały czołgi i samochody pancerne, a wobec braku artylerii po stronie rządowej, szybko zaczęły uzyskiwać przewagę.
Oddziały „wielkopolskie” walczące na linii ul. Pięknej, po odparciu kilku ataków między Wisłą a Marszałkowską, wycofały się na linię ul. Nowowiejskiej. Walki przeniosły się w bezpośrednie sąsiedztwo Belwederu. Tam oczekiwano na wieści od generała Michała Żymierskiego, którego wysłano na zachodnie obrzeża Warszawy, na spotkanie nadjeżdżających koleją 56 pułku piechoty, 68 pułku piechoty i 15 pułku artylerii lekkiej. Siły te liczyły ok. 1500 żołnierzy. Żymierski wstrzymał pochód części oddziałów, oczekując na przyjazd reszty sił i próbując w ten sposób uformować całą grupę. Wkrótce został jednak odcięty od Belwederu, ponieważ zamachowcy opanowali lotnisko mokotowskie. Wobec tego wycofał się w rejon Ożarowa, gdzie połączył się z grupą gen. Kazimierza Ładosia.

Około godz. 13 Malczewski, Haller, Rozwadowski i Anders podjęli decyzję o wycofaniu się rządu do Wilanowa. O 14 prezydent Wojciechowski wyraził na to zgodę. Haller tak opisywał moment wyjścia z Belwederu (pisownia oryginalna): 

Zeszliśmy do westybulu, ministrowie stali na schodach, a my na dole. Nastrój był bardzo podniosły. Wyniesiono Sztandar Państwa. Generał Malczewski kazał nam podnieść rękę do przysięgi i przysiąc, że o ile przyjdzie do przebijania się na Wilanów, to prędzej polegniemy, ale Sztandaru Państwa i osoby P. Prezydenta Rzeczypospolitej w ręce buntowników nie oddamy. Potem zaintonował Rotę Konopnickiej. Odsłoniliśmy głowy. Po odśpiewaniu Roty, gen. Suszyński rozdał nam karabiny, a gen. Malczewski dał rozkaz, by wszyscy oficerowie znajdujący się w Belwederze tworzyli bezpośrednią osłonę Sztandaru Rzeczypospolitej i P. Prezydenta. Płk Anders dał hasło do zbiórki na tylnym tarasie pałacu. Pan Prezydent zeszedł, stanął koło Sztandaru Rzeczypospolitej i krocząc na czele naszej grupy oficerskiej, rozpoczął marsz na Wilanów. Było to między godz. 3 a 4 popołudniu, dnia 14 maja. [...] Szliśmy wszyscy piechotą, pod osłoną słabych straży, miarowym krokiem, jedni spokojni, drudzy nieco nerwowi przez park Belwederski i Łazienkowski, Sielce, potem wzdłuż Wilanówki do Wilanowa.

Podczas tego marszu od kolumny odłączyli się członkowie rządu: Adam Chądzyński, Mieczysław Rybczyński i Józef Radwan. Również oddziały wojskowe wierne rządowi oderwały się „w ogniu” od wojsk drugiej strony i przeszły do Wilanowa. 14 maja weszła w życie decyzja PPS o strajku generalnym. Poparł go Związek Zawodowy Kolejarzy. Strajk ten odciął stolicę od reszty kraju i znacznie utrudnił sprowadzenie z Wielkopolski wiernych rządowi oddziałów. Tymczasem w Wilanowie prezydent i rząd naradzali się z dowódcami wojsk lojalnych wobec gabinetu Witosa. Wojskowi byli zdania, że należy przenieść się do Poznania i stamtąd kontynuować walkę zbrojną. Przeciwko temu wypowiedzieli się Wojciechowski i Witos, obawiający się długotrwałej wojny domowej, która byłaby niebezpieczna dla niepodległości państwa. O godzinie 17:30, podczas posiedzenia Rady Gabinetowej, prezydent podjął decyzję o rezygnacji z urzędu i wydał rozkaz wojskom rządowym zaprzestania bratobójczych walk. Również premier Witos podał się do dymisji. Tekst rezygnacji prezydenta brzmiał następująco: 

Do p. Marszałka Sejmu Macieja Rataja. Wobec wytworzonej sytuacji uniemożliwiającej mi sprawowanie urzędu Prezydenta Rzeczypospolitej, zgodnie ze złożoną przez mnie przysięgą, zrzekam się tego urzędu i zgodnie z art. 40 konstytucji przekazuję P. Marszałkowi Sejmu uprawnienia Prezydenta Rzeczypospolitej. Jednocześnie załączam prośbę o dymisję dotychczasowego rządu. Wilanów, 14 maja 1926.

Sam Wojciechowski 15 maja rano odjechał do Spały.
Zgodnie z postanowieniami konstytucji marcowej, obowiązki głowy państwa przejął marszałek Sejmu Maciej Rataj, który przybył do pałacu w Wilanowie w towarzystwie ppłk. Józefa Becka, przedstawiciela marszałka. Pisma dymisyjne rządu i prezydenta datowane były na 14 maja, jednak Rataj przyjął je dopiero 15 maja. Nakazał Malczewskiemu, Rozwadowskiemu i Hallerowi wprowadzenie natychmiastowego zawieszenia broni, z pozostawieniem oddziałów na pozycjach. Oświadczył także, że powoła nowy rząd, w którym znajdzie się Józef Piłsudski. Początkowo Rataj planował utworzenie „rządu pojednania narodowego”, w którym premierem zostałby Jan Dębski. Jednak po rozmowie z Piłsudskim rankiem 15 maja, zmuszony był powierzyć misję tworzenia nowego gabinetu wskazanemu przez marszałka Kazimierzowi Bartlowi.

## Polityczne następstwa zamachu

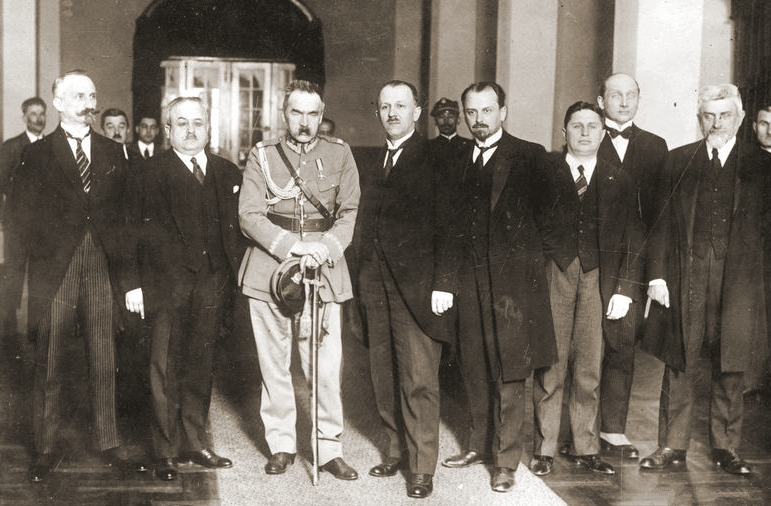
Pierwszy rząd Kazimierza Bartla po zaprzysiężeniu 15 maja 1926

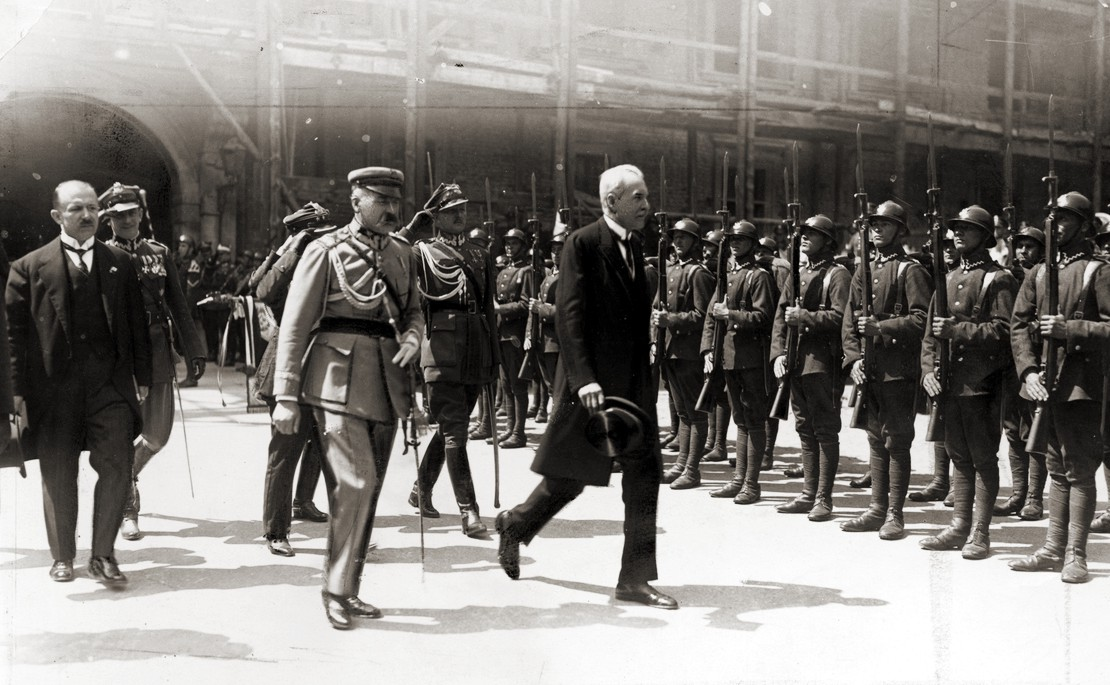
Ignacy Mościcki przybywa na uroczystość zaprzysiężenia na Zamek. Obok: Józef Piłsudski i Kazimierz Bartel. Warszawa, 4 czerwca 1926

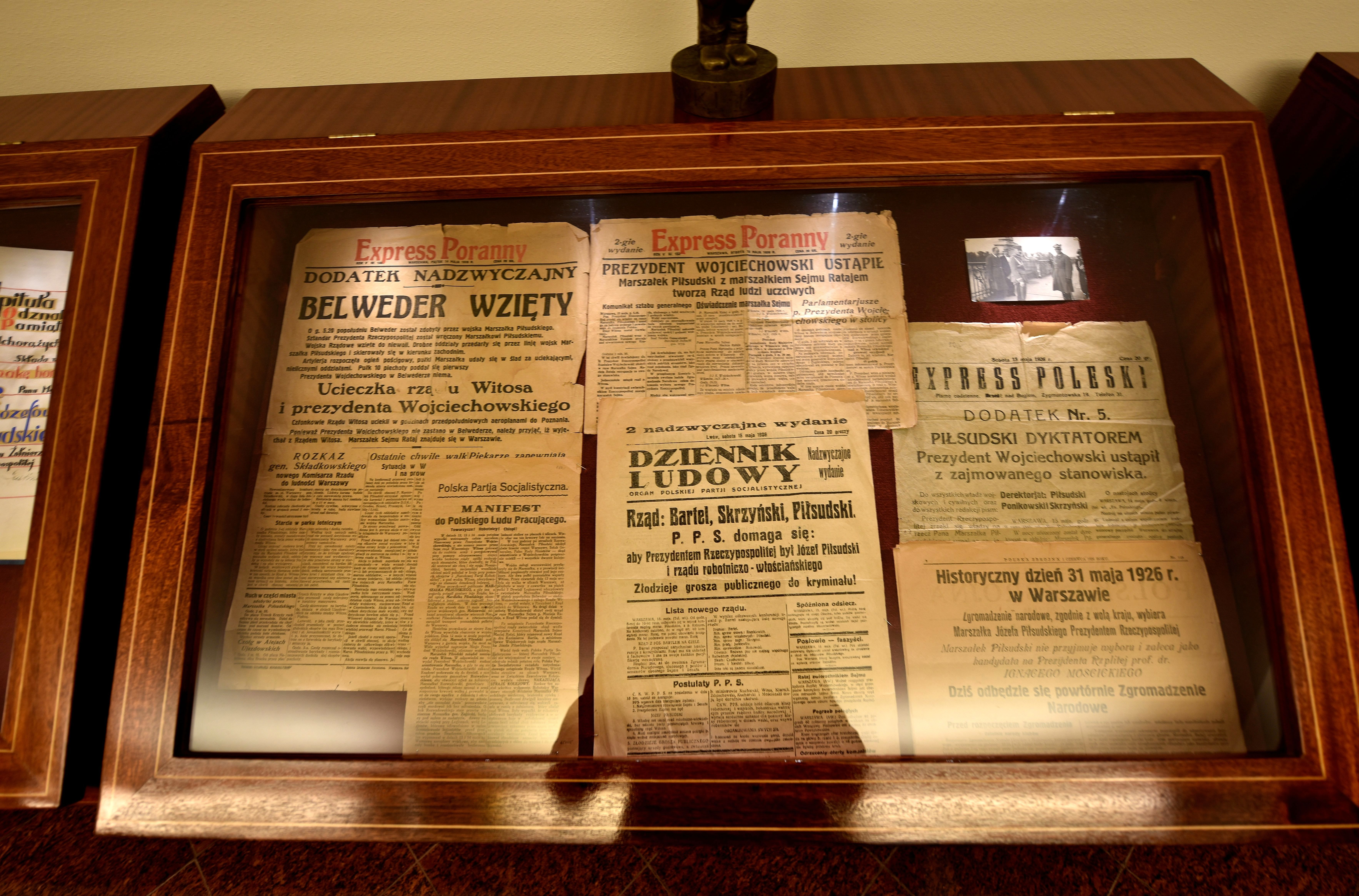
Prasa z epoki, fragment ekspozycji w Belwederze

15 maja powołany został pierwszy rząd Kazimierza Bartla. Józef Piłsudski objął w nim tekę ministra spraw wojskowych. Gabinet Bartla miał funkcjonować jedynie do czasu wyboru nowego prezydenta Polski. Siły polityczne, które poparły zamach stanu (przede wszystkim te o lewicowej orientacji), sądziły, że Piłsudski zostanie prezydentem. Liczyły także na to, że marszałek zrealizuje co najmniej niektóre postulaty lewicy. PPS w odezwie Centralnego Komitetu Wykonawczego z 15 maja żądała rozwiązania Sejmu i Senatu, objęcia stanowiska prezydenta RP przez Piłsudskiego, utworzenia „rządu robotniczo-włościańskiego”, zmiany polityki wobec mniejszości narodowych oraz pociągnięcia do odpowiedzialności członków gabinetu Witosa. Jak się później okazało, Piłsudski nie planował rozwiązania parlamentu, mając świadomość, że wybory prawdopodobnie zakończą się sukcesem ugrupowań lewicowych. Zamach wymierzony był przeciwko partiom politycznym jako ogółowi, nie chciał więc działać w oparciu o nie, nawiązując później bliskie kontakty z kręgami konserwatywnymi.

W celu dokładnego przeanalizowania przyczyn i przebiegu zamachu Piłsudski powołał Komisję Likwidacyjną Generała Lucjana Żeligowskiego. Piłsudski nie zamierzał wprowadzać rewolucyjnych zmian. W wywiadzie z 25 maja marszałek stwierdzał: 

[...] nie przestanę twierdzić, że zrobiłem jedyny w swoim rodzaju fakt historyczny, żem zrobił coś podobnego do zamachu stanu i potrafił go natychmiast zalegalizować i żem uczynił coś w rodzaju rewolucji bez żadnych rewolucyjnych konsekwencji.

31 maja Zgromadzenie Narodowe wybrało Piłsudskiego prezydentem. Otrzymał on 292 głosy, a jego endecki kontrkandydat, Adolf Rafał Bniński – 193. Marszałek jednak wyboru nie przyjął, uzasadniając tę decyzję zbyt małym zakresem uprawnień, jakie dawała prezydentowi konstytucja marcowa. Wywołało to dezorientację członków Zgromadzenia Narodowego. Sporym zaskoczeniem była również informacja, że Piłsudski zdecydował się wskazać szerzej nieznanego naukowca, Ignacego Mościckiego, jako osobę godną stanowiska prezydenta. 1 czerwca, w drugim głosowaniu, otrzymał on 281 głosów, podczas gdy Bnińskiego poparło 200 członków Zgromadzenia Narodowego. Oddany Piłsudskiemu Mościcki został prezydentem Polski. Po tym wyborze do dymisji podał się Bartel, któremu jednak ponownie powierzono misję tworzenia rządu.
Kolejnym politycznym następstwem zamachu było uchwalenie 2 sierpnia 1926 przez Sejm tzw. noweli sierpniowej. Akt ten usankcjonował przewagę władzy wykonawczej kosztem ustawodawczej: zmniejszył kontrolę parlamentarną nad rządem, wprowadził wyłączne prawo prezydenta do rozwiązania parlamentu, a także ograniczył swobody ustalania prac budżetowych przez izby.
Zamach majowy zakończył epokę rządów parlamentarno-gabinetowych w Polsce. Przewrót doprowadził do obalenia rządu Witosa i umożliwił przejęcie władzy przez grupę zwolenników Piłsudskiego, nazywaną sanacją. Głosząc hasła odnowy moralnej, obsadzili oni wiele kluczowych stanowisk w administracji rządowej. Piłsudski nie zaprowadził otwartej dyktatury, ale wprowadził autorytarny sposób sprawowania władzy. Bardzo częste były procesy polityczne przeciwników nowej władzy (jak np. proces brzeski czy proces Adama Doboszyńskiego), gdzie w większości wyroki kończyły się orzeczeniem winy oskarżonych i wysłaniem ich do więzień bądź do tzw. Miejsca Odosobnienia w Berezie Kartuskiej. Do organizacji represjonowanych i zdelegalizowanych przez rządy sanacyjne należały skupione wokół endecji Obóz Wielkiej Polski (OWP) (rozwiązany 1933), Obóz Narodowo-Radykalny (ONR) (rozwiązany 1934) i Ruch Młodych Stronnictwa Narodowego. Organizacja Ukraińskich Nacjonalistów (OUN) i Komunistyczna Partia Polski (KPP) były od rozpoczęcia działalności (OUN), lub pozostały po 1926 (KPP) organizacjami nielegalnymi. Działalność Stronnictwa Ludowego (SL) czy Polskiej Partii Socjalistycznej (PPS) była represjonowana. Następstwem rządów sanacji były ograniczenie wolności prasy czy słowa oraz naruszenie niezawisłości sądów.
Po zamachu majowym znacznie wzrósł udział wolnomularzy w rządach Drugiej Rzeczypospolitej. Według Ludwika Hassa na stanowisku premiera przed 1926 nie było żadnego zidentyfikowanego masona, od 1926 do 1939 spośród 16 stanowisk 12 razy premierem był mason (z tego pięciokrotnie Kazimierz Bartel, trzykrotnie Walery Sławek). Ogółem spośród dziewięciu osób pełniących funkcję premiera po zamachu sześć było masonami. Wśród ministrów przed zamachem zidentyfikowanymi masonami było 7%; udział ten wzrósł do ok. 27% po zamachu. W 1938 dekretem prezydenta RP Ignacego Mościckiego działalność wolnomularstwa w Polsce została zakazana, a istniejące loże masońskie zamknięte.
Marszałek Piłsudski faktycznie rządził Polską do swojej śmierci w 1935 roku. Przed zgonem zdążył jeszcze zatwierdzić autorytarną konstytucję kwietniową, która znacznie ograniczała uprawnienia Sejmu na rzecz prerogatyw prezydenta.

## Stosunek sił politycznych do zamachu
Działania wojsk Piłsudskiego poparły: Polska Partia Socjalistyczna, Stronnictwo Chłopskie, PSL „Wyzwolenie”, Komunistyczna Partia Polski oraz niektóre ugrupowania mniejszości narodowych. Odezwa Centralnego Komitetu Wykonawczego PPS z 13 maja głosiła: 

Rząd Wincentego Witosa, oparty o sprzysiężenie najczarniejszej reakcji faszystowsko-monarchistyczno-paskarskiej przeciwko najważniejszym interesom państwa i jego konstytucji, przeciwko masom ludowym, pozbawionym chleba i pracy, przeciwko masom włościańskim, którym się należy ziemia i praca, rząd geszeftów i zysków osobistych – jest zgubą i zakałą Polski. Dalsze trwanie tego rządu – to nieustanna prowokacja ludzi uczciwych, to wyzwanie rzucone w twarz wszystkim ludziom, dążącym do odrodzenia i zbawienia kraju. Rząd ten musi zniknąć. Do głosu przyjść musi wola szerokich mas ludowych miast i wsi, walczących o prawo, o pracę i sprawiedliwość społeczną.

Odezwa Komitetu Centralnego KPP: 

Robotnicy, baczność! Najbliższe godziny mogą nam przynieść walkę zbrojną pomiędzy rządem Chjeno-Piasta, za którym idą faszyści i najwięksi wrogowie ludu pracującego, a żołnierzami, zbuntowanymi przeciwko uciskowi, idącymi za obozem Piłsudskiego. Wiecie, robotnicy, że cele nasze idą dalej niż cele piłsudczyków. Ale w walce tej miejsce rewolucyjnych robotników jest przeciw rządowi Chjeno-Piasta i przeciw faszystom. Bądźcie gotowi do walki, robotnicy. Hasłem naszym jest: «Precz z rządem Chjeno-Piasta! Niech żyje rząd robotniczo-chłopski!».

Zamach zdecydowanie poparło kierownictwo KPP, już w kwietniu 1926 r. stosowne porozumienie zawarł z komunistami komendant Związku Strzeleckiego mjr. Kazimierz Kierzkowski, co potwierdza w swych wspomnieniach także January Grzędziński. 19 IV 1926 r. Sekretariat KC KPP wydał dyrektywę: “Gdyby między obozem Piłsudskiego a obozem faszystowsko-monarchistycznym doszło do rzeczywistej walki, to KC KPP nie będzie stała na uboczu, a rzuci wszystkie siły na szalę, nawet wówczas, gdy walka będzie rozpoczęta nie pod jej sztandarem” Wiadomość o nawiązaniu współpracy piłsudczyków z komunistami miała wpływ na radykalizację postaw strony przeciwnej, która obawiała się rewolucji w Polsce.
Już w dwa tygodnie po zamachu KPP odstąpiła od udzielania poparcia Piłsudskiemu – demonstracja poparcia dla marszałka, którą KPP zorganizowała w Warszawie, została brutalnie rozpędzona przez żandarmerię. Swą wcześniejszą decyzję o przychylnym potraktowaniu przewrotu, komuniści nazywali później „błędem majowym”.
Od swojego tradycyjnego stanowiska popierającego demokrację parlamentarną odstąpiła masoneria, która poparła zamach Piłsudskiego. Według różnych relacji miała ona uczestniczyć również w przygotowaniach do przewrotu.
Siły polityczne popierające zamach:
- Polska Partia Socjalistyczna
- Stronnictwo Chłopskie
- PSL Wyzwolenie
- Komunistyczna Partia Polski
- niektóre partie mniejszości narodowych.

Siły polityczne popierające legalny rząd – ugrupowania wchodzące w skład gabinetu Chjeno-Piasta:
- Związek Ludowo-Narodowy
- Polskie Stronnictwo Chrześcijańskiej Demokracji
- Polskie Stronnictwo Ludowe „Piast”.

## Ofiary
Wedle oficjalnych danych w czasie zamachu zginęło 215 żołnierzy i 164 cywilów. Symboliczną ofiarą był student Karol Levittoux (stryjeczny wnuk znanego polskiego działacza niepodległościowego Karola Levittoux), który zginął najprawdopodobniej z rąk podoficera walczącego po stronie piłsudczyków.
Wśród ofiar zamachu majowego znaleźli się także oficerowie, którzy w sytuacji, gdy musieli wybierać pomiędzy wiernością przysiędze żołnierskiej a poświęceniem Piłsudskiemu, zdecydowali się popełnić samobójstwo. Tak uczynił dowódca 7 pułku piechoty płk Mieczysław Więckowski. Nieudaną próbę samobójczą podjął natomiast 13 maja w Poznaniu gen. Kazimierz Sosnkowski, który przestrzelił sobie prawe płuco.
Tuż po zamachu, szereg żołnierzy, jak też dowódców walczących po stronie rządowej został osadzony w więzieniu lub był przetrzymywany w aresztach śledczych. Niektórzy z nich zmarli w kilka lat po zamachu w okolicznościach, które określane były przez zwolenników strony rządowej jako niejasne. W tej grupie znaleźli się: gen. Włodzimierz Zagórski, gen. Tadeusz Rozwadowski, gen. Jan Hempel, gen. Oswald Frank, kontradmirał Jerzy Zwierkowski, gen. Jan Thullie, gen. Bolesław Jaźwiński.
117 zabitych podczas przewrotu oraz poległych żołnierzy z 10 Pułku Piechoty pochowano na Cmentarzu Wojskowym na Powązkach.
Zestawienie statystyczne strat w ludziach w dniach 12–15 maja:
| Wyszczególnienie               | Polegli oficerowie | Polegli szeregowcy | Ranni oficerowie | Ranni szeregowcy |
| ------------------------------ | ------------------ | ------------------ | ---------------- | ---------------- |
| Oddziały Piłsudskiego          | 8                  | 99                 | 26               | 267              |
| Oddziały rządowe               | 17                 | 81                 | 40               | 274              |
| Nierozpoznani polegli wojskowi | 0                  | 10                 | –                | –                |
| Razem straty Wojska Polskiego  | 25                 | 190                | 66               | 540              |

| Wyszczególnienie            | Polegli | Ranni |
| --------------------------- | ------- | ----- |
| Straty wśród osób cywilnych | 164     | 314   |
| Ogółem strat                | 379     | 920   |

## Oceny przewrotu
Zdaniem Antoniego Czubińskiego, zamach majowy miał czysto antydemokratyczne oblicze: „Otwierając możliwości rozwoju faszyzmu w Polsce, wyrażającego się w autokratyzowaniu państwa, elitarnym podziale społeczeństwa, likwidacji zdobyczy socjalnych – przewrót majowy jednocześnie zahamował rozwój sił demokratycznych i rewolucyjnych w Polsce”. Zupełnie inny pogląd prezentował Leszek Moczulski. Jego zdaniem zamach był wymierzony przeciwko zarówno siłom skrajnie lewicowym, jak i prawicowym, których działania zagrażały istnieniu Polski. Jak pisał, „Tylko stanowcze działanie mogło zapobiec najgorszemu. [Piłsudski] ratował Rzeczpospolitą przed śmiertelnym konfliktem, może wojną domową i upadkiem państwa. Ratował też demokrację. Gdyby zwyciężyła prawica – musiałaby okiełznać lewicę; gdyby zwyciężyła lewica – doszłoby do rewolucji społecznej. Każdy z tych przypadków oznaczał koniec demokracji”. Jak wskazywał natomiast Czubiński, „Przewrót majowy oznaczał więc klęskę polityczną tak głównej partii prawicy społecznej, tj. Związku Ludowo-Narodowego, jak i ugrupowań lewicy sejmowej. Miejsce ZLN zajęli piłsudczycy, tworzący od maja 1926 r. szeroki obóz sanacji, w której ramach obok dawnych piłsudczyków skupiali się przedstawiciele klas posiadających oraz prawicy w ogóle. Nastąpiła swego rodzaju nowa konsolidacja tych sił i grup wokół Piłsudskiego”.
Jak stwierdził Andrzej Garlicki, przewrót majowy zakończył okres parlamentaryzmu II Rzeczypospolitej, zmieniając nie tylko ustrój, ale i cały szereg stosunków społecznych. Zdaniem historyka, „od tego czasu nie prawo pisane stanowiło najwyższą normę, lecz wola zwycięzcy. On bowiem, niezależnie od zachowania dawnych struktur prawnych, miał nieograniczoną możliwość podejmowania decyzji i on był jedyną instancją odwoławczą. [...] Na tym – niezależnie od form zewnętrznych – polega dyktatura”. Z kolei Janusz Żarnowski zwrócił uwagę na dojście do władzy ideowych zwolenników marszałka, jak również koniunkturalistów: „Po przewrocie majowym wytworzyła się nowa warstwa rządząca, złożona z części dawnych legionistów, która objęła teraz różne stanowiska oraz z »nowych« piłsudczyków, tzw. czwartej brygady, która do legionistów dołączyła. Posiadacze stanowisk wyższego i średniego szczebla w wojsku, dykasteriach administracyjnych i w gospodarce zetatyzowanej (pamiętajmy o jej wielkiej roli w ówczesnej Polsce) stanowili trzon tej warstwy”.
Według Andrzeja Ajnenkiela, zamach majowy był jednym z „puczów antyparlamentarnych, jakie nastąpiły w Europie lat międzywojennych poczynając od marszu Mussoliniego na Rzym”. Tymczasem Paweł Zaremba zauważył, że niezależnie od okoliczności, akcja Piłsudskiego była zamachem stanu, zakończonym siłowym przejęciem władzy przez zwolenników marszałka. Jego zdaniem jednak, polityczna ocena przewrotu może być inna, „jak w każdym przypadku, gdy zamach stanu się udaje i gdy staje za nim w czasie jego trwania i bezpośrednio potem duża część społeczeństwa”.
Zdaniem Andrzeja Chojnowskiego, zamach majowy był nieunikniony: „demokracja by się nie utrzymała. Sukces Piłsudskiego polegał na tym, że wyczuł słabość demokracji, która miała więcej krytyków niż powodów do krytyki. Wyolbrzymiano zjawisko korupcji, odmalowywano czarny obraz. Różne środowiska brały w tym udział. Dlatego jeśli nie Piłsudski, zapewne pojawiłby się inny kandydat na dyktatora. Kryzys demokracji musiałby się jakoś uzewnętrznić. Najprawdopodobniej do głosu doszedłby sfanatyzowany nacjonalizm w wydaniu młodej endecji”.
Aleksander Mogilnicki napisał w swoich wspomnieniach, że przewrót majowy i jego następstwa doprowadziły do zniszczenia niezależności polskich sądów (dotyczyło to głównie spraw politycznych), kneblowania wolności słowa, łamania podstawowych praw obywatela, terroru i jawnych fałszerstw wyborczych.